# Giardino Bellini
Il Giardino Bellini (o Villa Bellini) è uno dei due giardini più antichi e uno dei quattro parchi principali di Catania. Localmente è spesso indicato semplicemente come 'a Villa.

## Storia

### Le origini

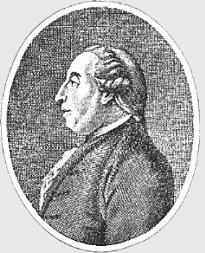
Ignazio Paternò Castello principe di Biscari, proprietario del giardino antico (incisione d'epoca).

Il nucleo più antico del giardino risale al Settecento e apparteneva al principe Ignazio Paternò Castello di Biscari, che lo aveva voluto secondo le tipologie di allora con siepi strutturate a formare labirinti, decorazione di statue nei vialetti e numerose fontane di varia foggia, a zampillo d'acqua o a cascatelle. Tale concezione architettonica gli aveva valso proprio il nome di Labirinto. Il giardino era affidato ad abili giardinieri tra i quali il primo fu Pietro Paolo Arcidiacono e in seguito Giuseppe Squillaci. Dopo la morte del principe mecenate, avvenuta il 1º dicembre 1786, il giardino decadde progressivamente a causa dell'abbandono da parte degli eredi. Venne proposto in vendita a partire dal 1820 ma solo dopo un lungo periodo di trattative, il 29 settembre 1854 il Labirinto venne acquistato dal comune di Catania dalla proprietaria Anna Moncada Paternò Castello, discendente dagli eredi del principe.

### Progetti di trasformazione e ampliamento

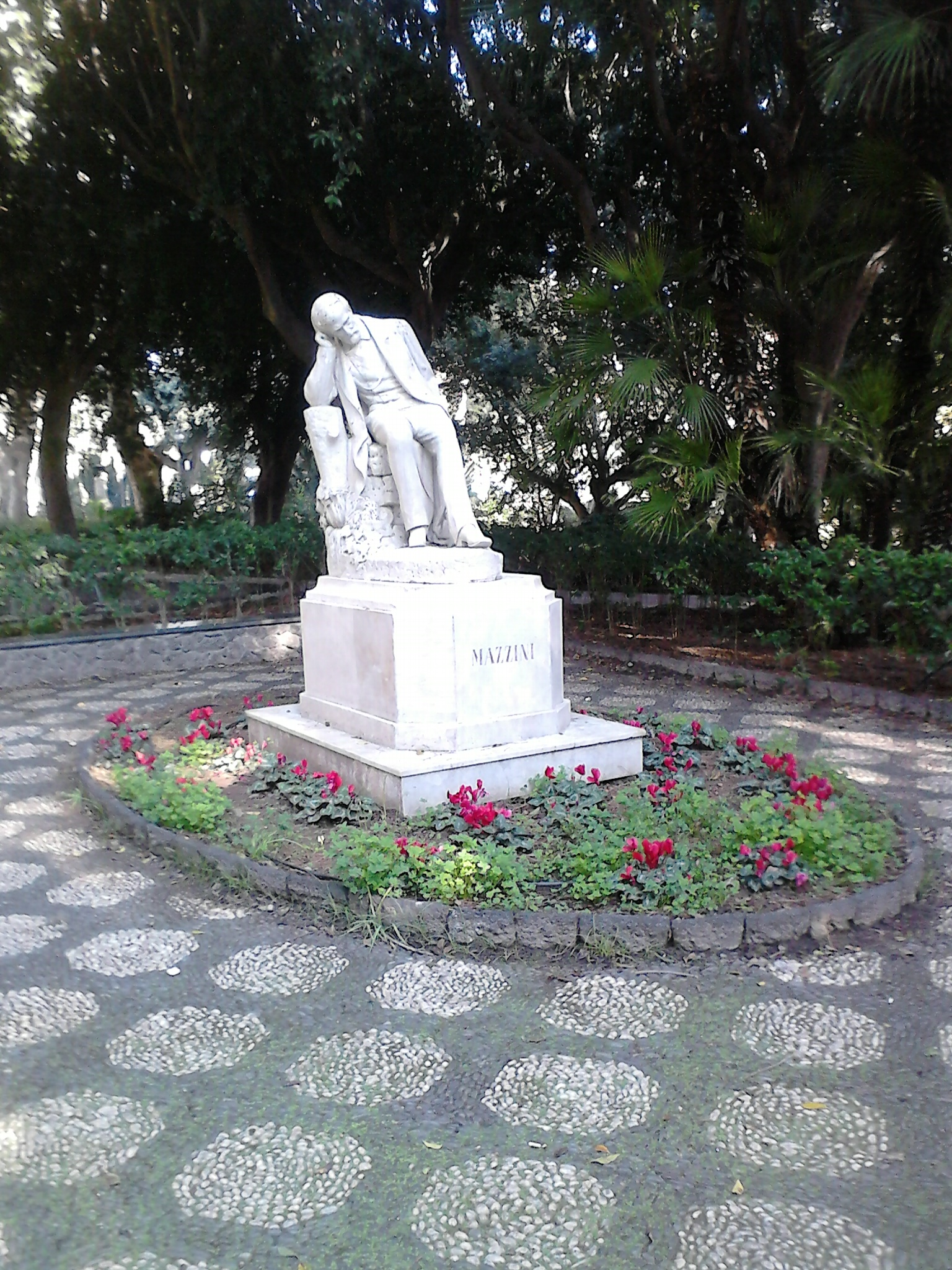
Statua marmorea di Giuseppe Mazzini, ingresso ovest.

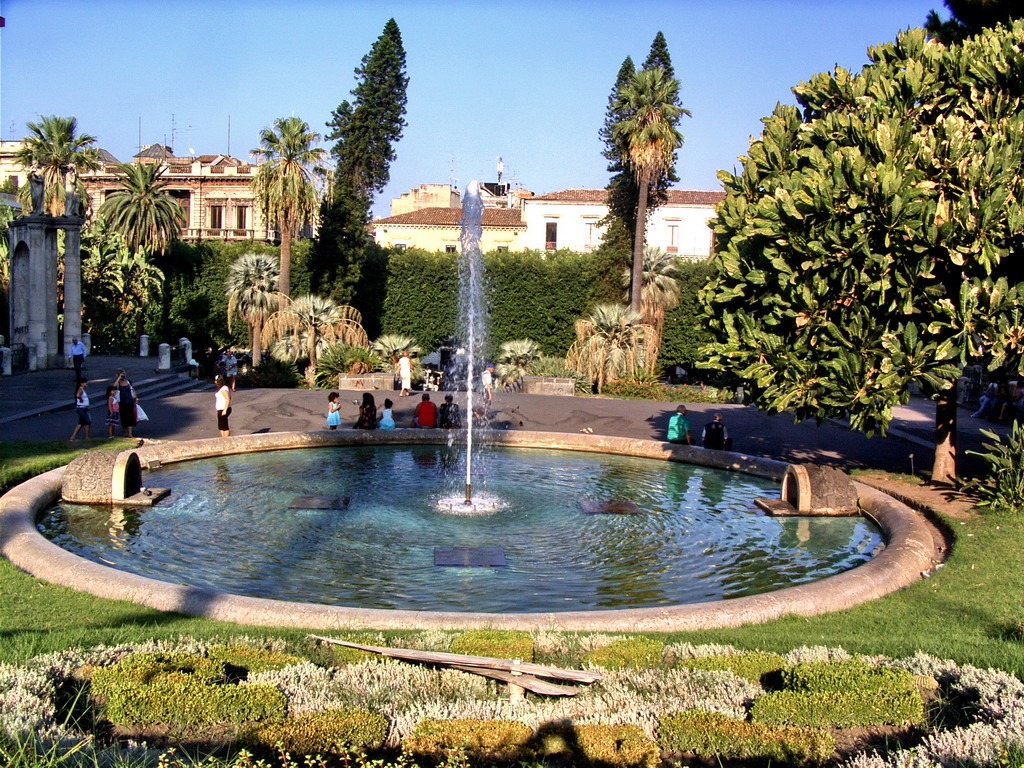
Vasca dei cigni; vista dalla parte superiore.

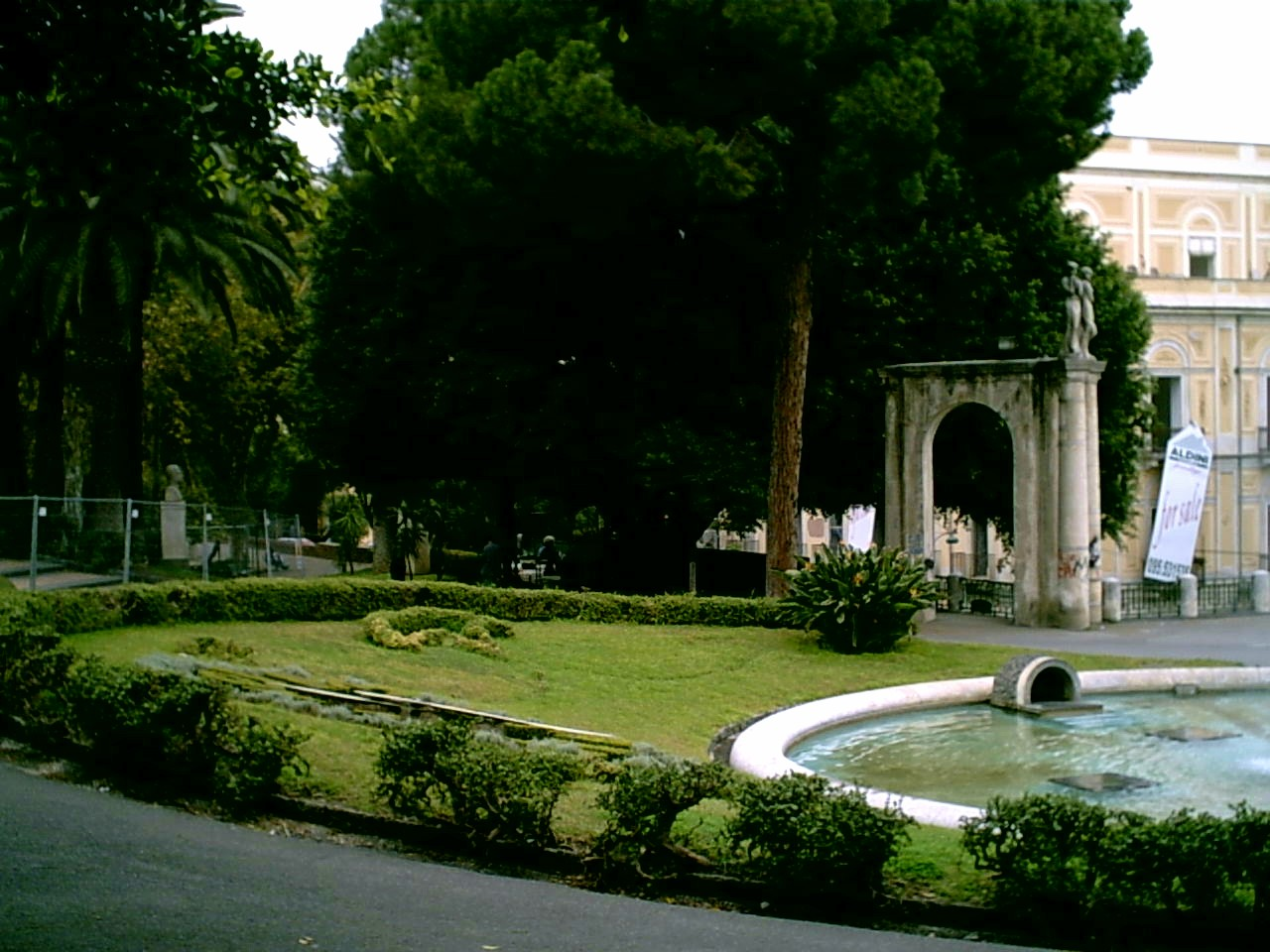
Uno dei quattro gruppi scultorei di M. M. Lazzaro, lato nord-ovest.

La trasformazione del giardino per adattarlo all'uso pubblico incontrò numerose difficoltà non ultime quelle economiche dato che per renderlo atto allo scopo previsto si dovevano risolvere i problemi connessi quali l'acquisto di alcuni orti privati adiacenti. Nel 1858 il marchese Antonio Paternò del Toscano, capo dell'amministrazione cittadina scriveva a corredo della sua relazione circa il "Progetto di un pubblico passeggio": 
Il governo borbonico autorizzò il finanziamento dei lavori ma sorsero rivalità tra gli esperti incaricati bloccandone l'esecuzione finché, nel mese di aprile 1863 fu dato incarico di dirigerne l'esecuzione all'architetto Ignazio Landolina (1822-1879). Venne iniziata quindi la trasformazione del giardino privato in giardino pubblico, i cui lavori si protrassero fino al 1875.
Nel 1866, ai piedi della collina sud, lato via Etnea, venne posto il busto di Vincenzo Bellini, a cui è dedicato il giardino; sul piazzale ricavato sulla cima della collina a nord (detta del Salvatore) nel 1869 fu costruito un elegante padiglione cinese, la cui la parte inferiore divenne poi una biblioteca.
Nel 1875 il comune di Catania acquistò dai Padri Domenicani i terreni adiacenti a sud-ovest dell'antico Labirinto e nel 1877 la parte a nord (che apparteneva al principe Paternò dei Manganelli) e l'orto di San Salvatore dai Padri Cappuccini. Il 4 ottobre dello stesso anno, sotto la nuova direzione dell'ingegnere Filadelfo Fichera (1850-1909), iniziarono i lavori di unificazione dei nuovi fondi acquisiti. In cima alla collina a sud, invece, troviamo uno spiazzale con il Chiostro dei Concerti, chiamato anche della Musica, costruito nel 1879, usato infatti per fini musicali.
Questi si curò di rendere più funzionale ed agevole la fruizione dell'area attraverso la risoluzione dei delicati aspetti tecnici dovuti alla morfologia del terreno, mettendo in comunicazione il giardino-labirinto del Biscari con i terreni di San Salvatore. Il Fichera - tra i maggiori esperti in materia di ingegneria sanitaria dell'epoca - riuscì ad ovviare alle dette difficoltà attraverso un elegante ed erudito impiego di scalinate, ponticelli e viali, conferendo al Giardino Bellini l'impostazione attuale. Sul lato prospiciente via Etnea si demolirono, la casa Chiarenza e le stalle della casa Majorana. Nel complesso venne realizzato un boschetto piuttosto fitto attraversato lungo il perimetro da una passeggiata con sentieri pedonali collegati e un viale ad anello per le carrozze.
Il "Viale degli Uomini illustri" ad ovest, parallelo a via Salvatore Tomaselli, venne completato nel 1880 con i busti posti su colonne dei personaggi più famosi della storia italiana e catanese, ma già nel 1875 all'inizio del viale era stata posta la statua in bronzo di Giuseppe Mazzini, opera dello scultore Francesco Licata.

### Inaugurazione nella seconda metà del XIX secolo
La "Villa" venne inaugurata il 6 gennaio 1883 e divenne presto abituale meta delle famiglie catanesi che vi portavano i bambini a giocare mentre passeggiavano conversando con gli amici.

### Riordino e addobbi dagli anni trenta fino ai settanta del XX secolo
L'ingresso monumentale di via Etnea venne realizzato ed aperto nel 1932 nell'ambito del riordino della zona e della costruzione del cavalcavia sulla via Sant'Euplio in base al progetto degli architetti Autore, Samonà e Gesugrande.
L'anno dopo, alla sommità dello scalone, nel piazzale soprastante il tunnel di via Sant'Euplio al cui centro spicca la grande vasca con fontana e cigni vennero collocati i quattro gruppi di statue monumentali che rappresentano le Arti, opera dello scultore Mimì Maria Lazzaro e le Stagioni, opera dello scultore Tino Perrotta.
Alla fine degli anni cinquanta venne riordinata la zona del tunnel di via Sant'Euplio, e quelle adiacenti. In quegli anni venne curato ampiamente l'aspetto floreale ed esperti giardinieri creavano veri e propri disegni ed iscrizioni nelle aiuole delle collinette gemelle. Poco tempo dopo venne incrementato il numero di voliere e di volatili esotici, quindi acquisiti ed allevati anche volatili acquatici come anatre e cigni, il cui habitat era stato attrezzato nelle grandi vasche e fontane di cui il giardino era dotato. Verso il 1960 il giardino divenne anche un piccolo zoo con volatili stanziali in libertà ed animali, come varie specie di scimmie, ed infine anche elefanti.

#### La stagione estiva d'opera
Nel luglio 1935 vennero rappresentate Norma con Gina Cigna, Ebe Stignani e Tito Schipa, La sonnambula con Iva Pacetti e Schipa ed Il pirata con la Pacetti, nell'agosto 1942 Turandot diretta da Ottavio Ziino con un giovane Mario Del Monaco e Giovanni Inghilleri e Tosca con Maria Pedrini, Del Monaco ed Inghilleri, nell'agosto 1951 Aida con Mario Filippeschi, La traviata diretta da Pino Donati con Gianni Raimondi ed Afro Poli, La forza del destino con Ugo Savarese, Stabat Mater diretto da Donati con Antonietta Stella e Manon con Clara Petrella, la Stella e Giuseppe Di Stefano e nel settembre 1952 con Gigliola Frazzoni Rigoletto, Madama Butterfly ed Il barbiere di Siviglia.

### Progressiva decadenza dalla metà degli anni settanta in poi

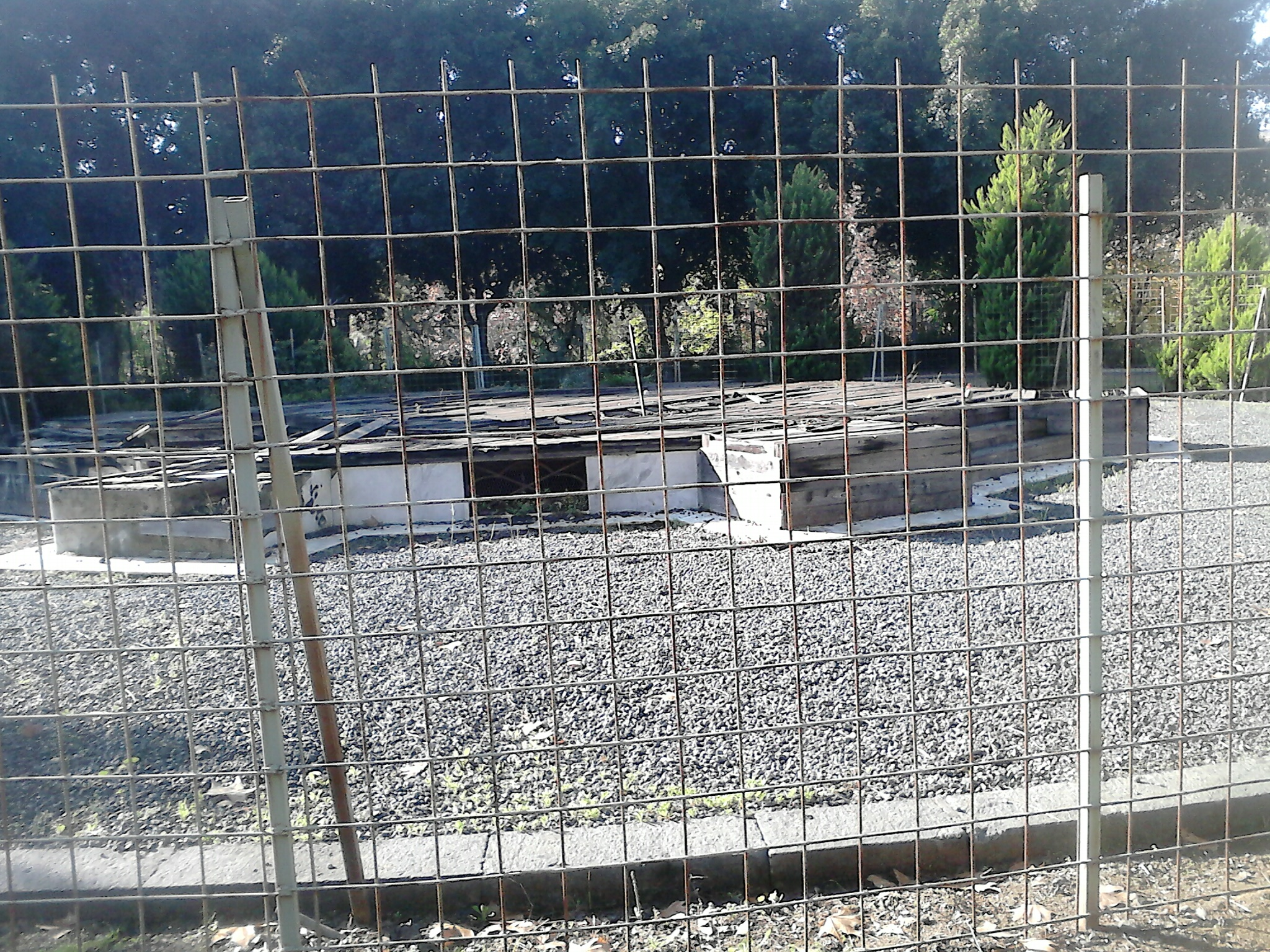
Resti del padiglione cinese distrutto da incendio doloso.

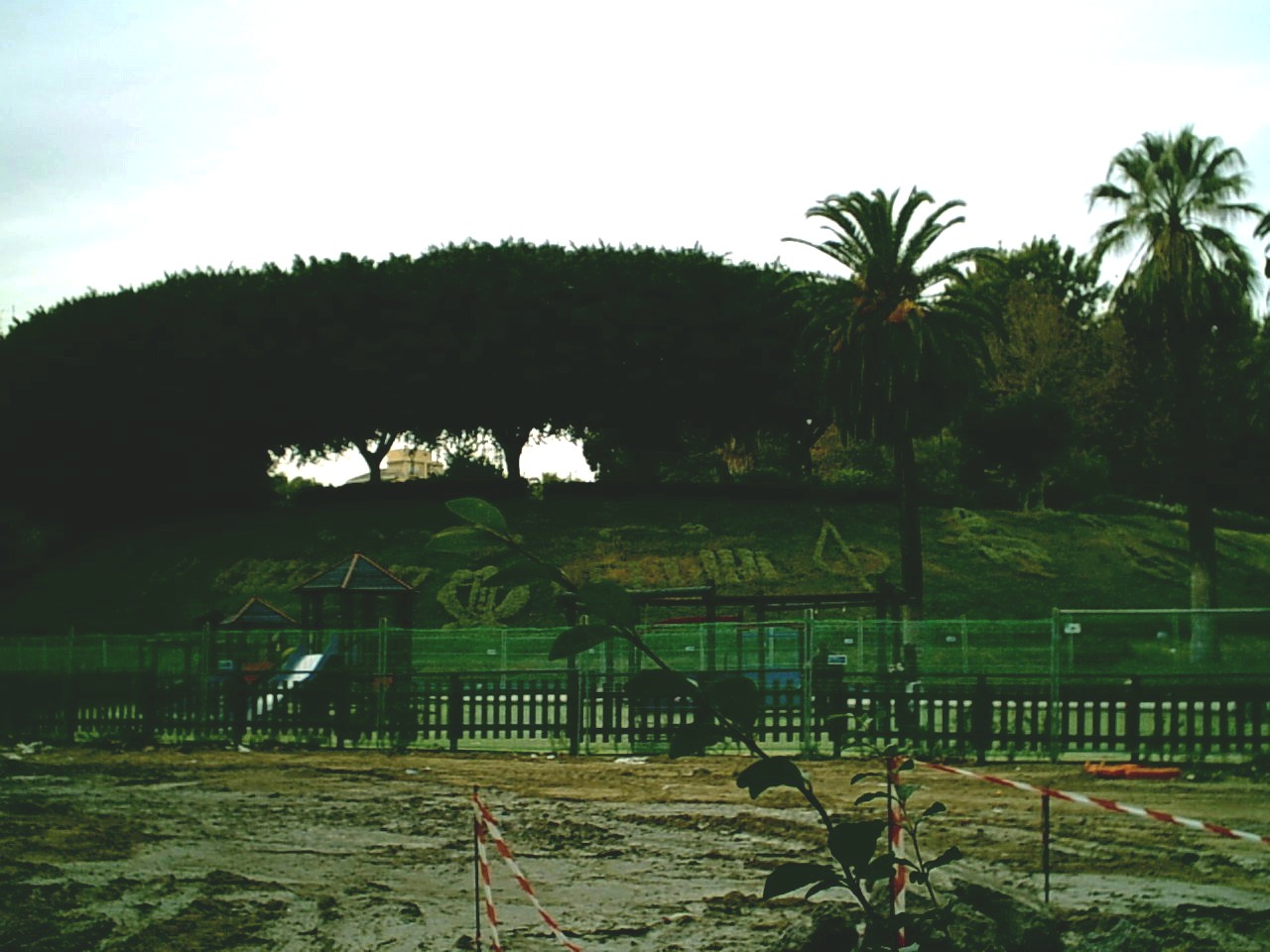
Piazzale centrale e collinetta del Salvatore in cattive condizioni nel novembre del 2007.

A partire dalla metà degli anni settanta iniziò un progressivo ridimensionamento dei fondi comunali stanziati per la manutenzione ordinaria e la decadenza non tardò a manifestarsi. Le piogge rovinarono ampiamente le aiuole in pendenza della parte sud del giardino e le piante mal curate inselvatichirono. Quelle stagionali scomparvero addirittura. Non miglior sorte toccò agli animali che lentamente si ridussero. L'elefante indiano donato alla città dal circo Orfei, ultimo sopravvissuto del piccolo ma ricco zoo del Bellini, morì alla metà degli anni ottanta.
Dagli ultimi anni novanta è stato usato per manifestazioni culturali e religiose, per concerti canori, perfino per fiere tradizionali. Ha perso tuttavia l'antica frequentazione di famiglie con i propri bambini.
Dopo anni di incertezza e abbandono, nel 2001 un incendio di origine non chiara distrusse totalmente il padiglione cinese posto alla sommità della collinetta nord, assieme al suo contenuto in libri e documenti. Per alcuni anni la fruibilità fu prima ridotta a causa di transenne e ponteggi che permettevano solamente il transito nel senso della lunghezza nel viale alberato adiacente a via Sant'Euplio, e poi del tutto negata.
Nel 2007 venne approntato un progetto di recupero funzionale molto contestato perché se fosse stato realizzato avrebbe stravolto l'aspetto globale architettonico e botanico del giardino.
Il 23 settembre 2010, anniversario della morte di Vincenzo Bellini, con una pomposa cerimonia inaugurale e un concerto della banda dei carabinieri tenuto nel chiosco della musica da lungo tempo inattivo, il giardino fu riaperto al pubblico. Tuttavia non venne restaurata quasi nessuna delle originali strutture e neanche curato il patrimonio naturalistico d'insieme lasciando il tutto in condizioni di generale trascuratezza. Il giardino Bellini è ormai classificabile quale parco alberato.

## Il giardino

### Struttura

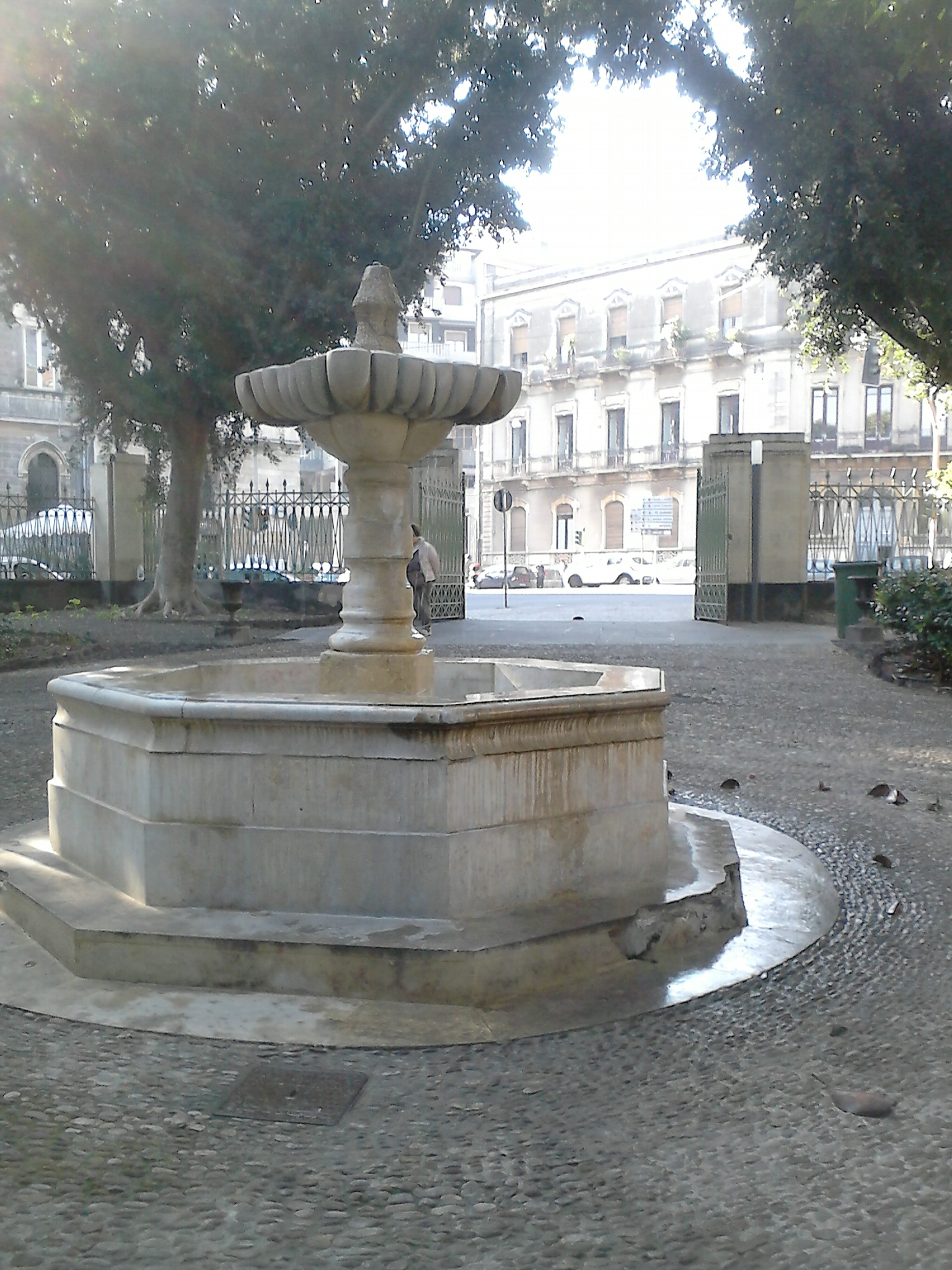
Fontana e ingresso ovest.

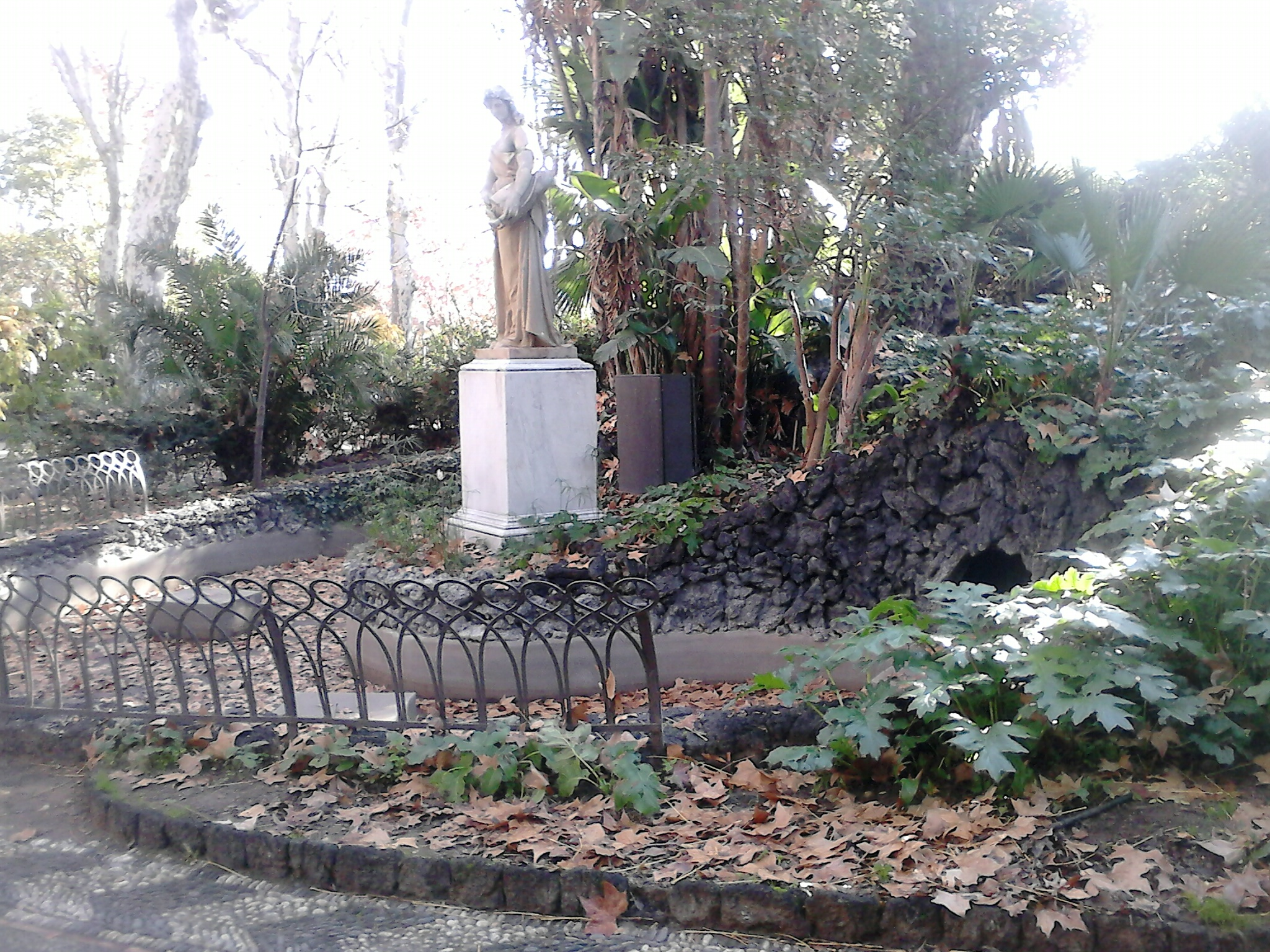
Fontana e laghetto con ninfa (in secca).

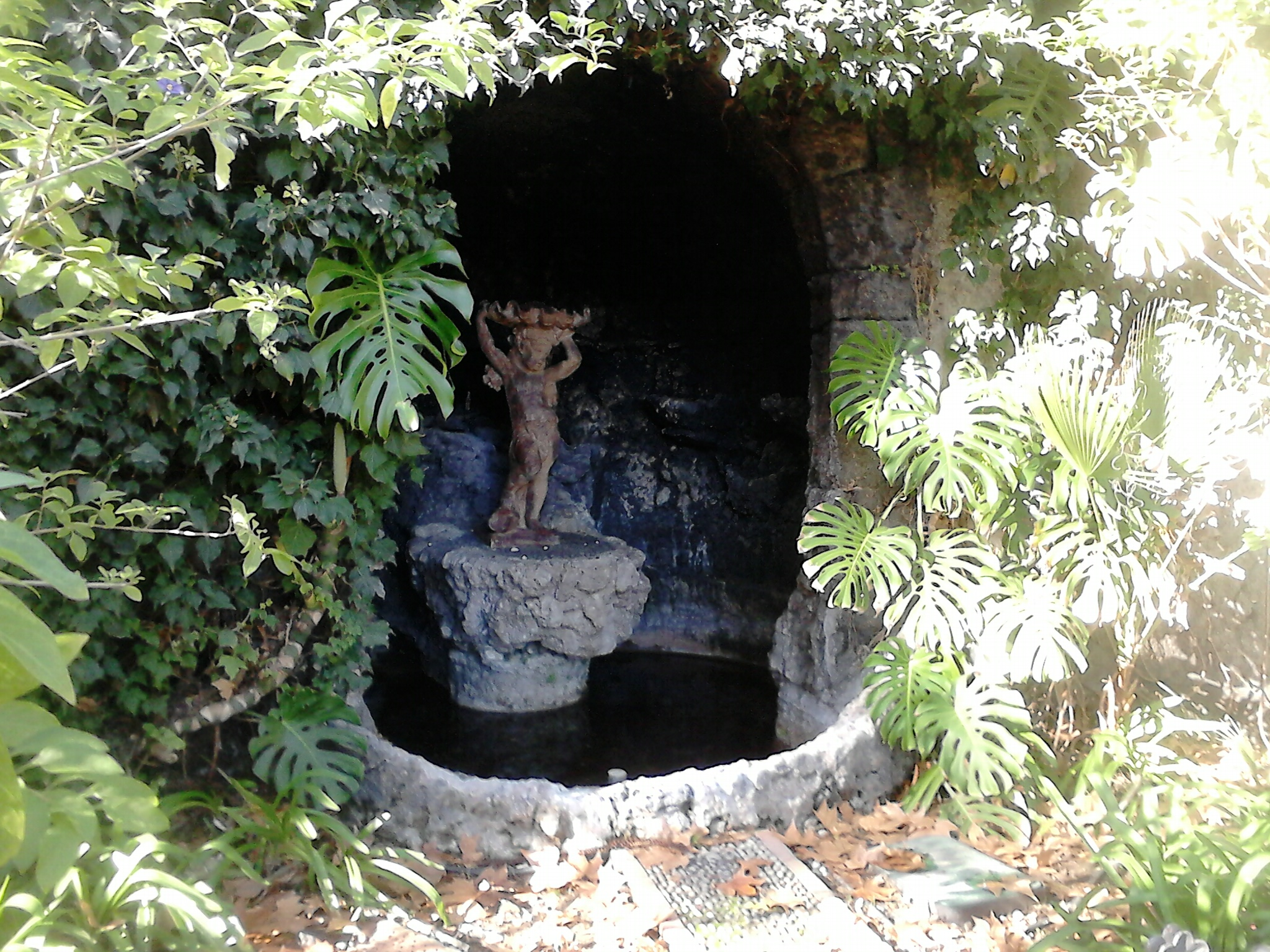
Grotticella con gruppo scultoreo e fontana alla base della scalinata a tenaglia.

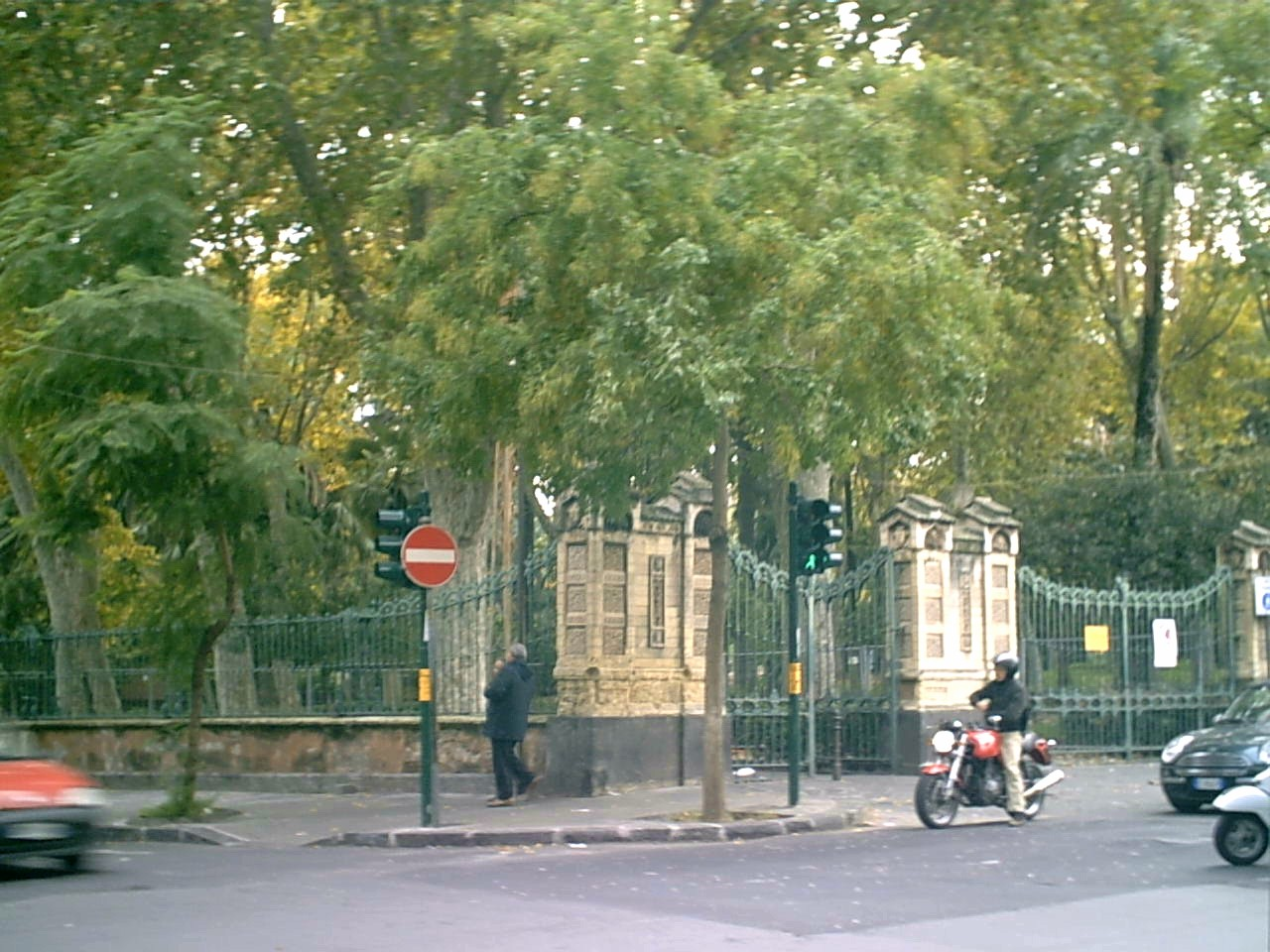
Villa Bellini, ingresso nord da piazza Roma.

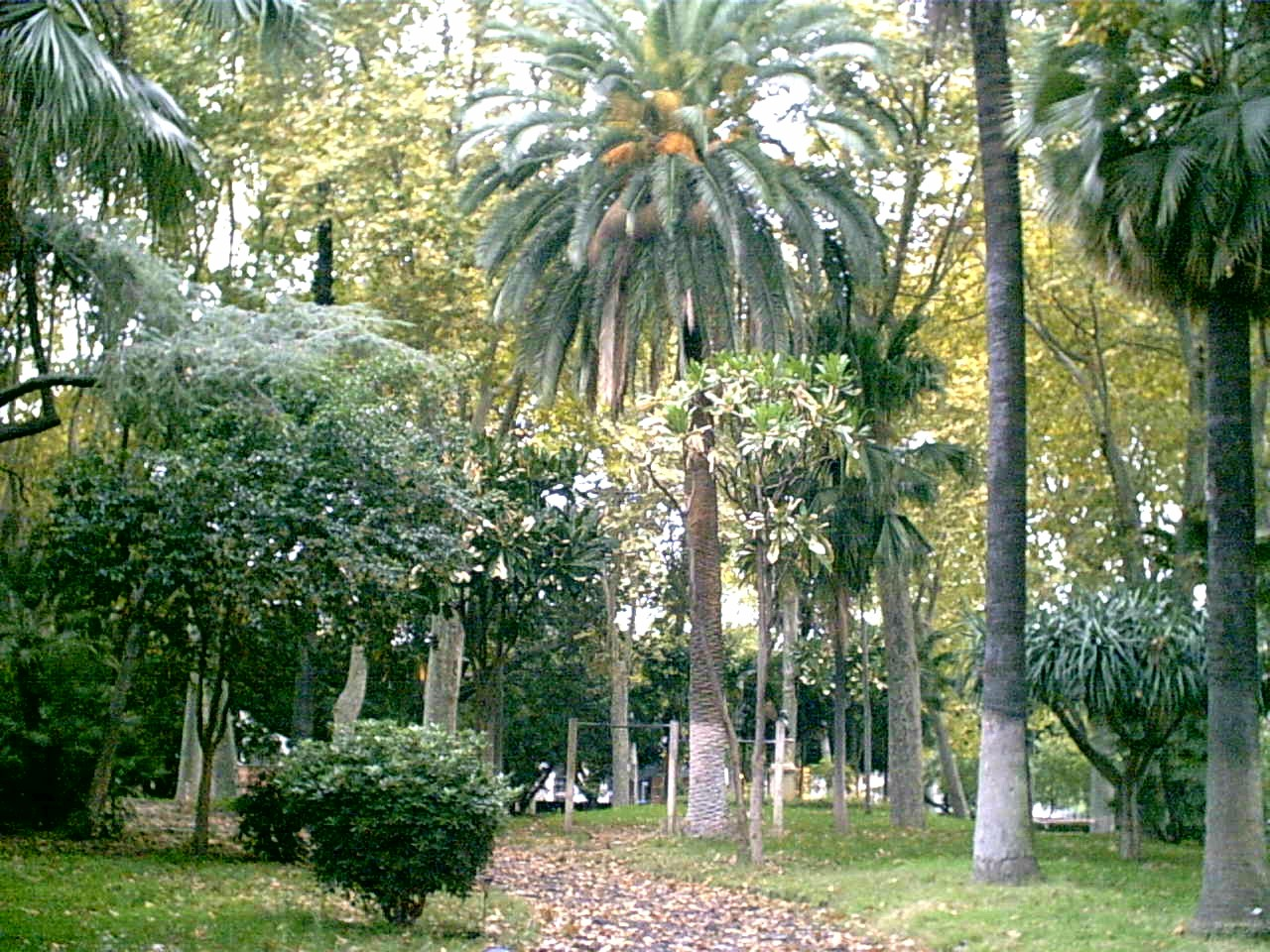
La vegetazione rigogliosa sul lato nord.

Dopo le aggiunte fatte all'antica villa settecentesca di proprietà privata del nobile Ignazio Paternò Castello, il giardino venne aperto al pubblico nel gennaio del 1883 con la forma quadrangolare, rimasta pressoché inalterata nel corso del tempo. All'inizio in posizione periferica, con la crescita del perimetro urbano è finito con l'essere situato nel centro della città, con l'ingresso principale sulla Via Etnea e due ingressi ulteriori, uno ad est dove Via Santa Maddalena diventa Via Salvatore Tomaselli e uno a nord su Piazza Roma; il giardino si estende su di una superficie di circa 71.000 m².
L'ingresso da via Etnea avviene attraverso uno scalone, fiancheggiato da aiuole fiorite, che conduce ad un piazzale con al centro una grande vasca nella quale fino agli anni ottanta nuotavano dei cigni. Sulla collinetta che fa da sfondo alla vasca venne posto nella seconda metà del XX secolo un grande orologio, il cui quadrante è costituito da piantine sempreverdi. Sopra di esso trova posto la data "scritta" con piantine, che i giardinieri modificano giornalmente, che indica giorno, mese ed anno.
La struttura del giardino nel suo complesso è costituita al suo interno da due colline simmetriche e da un grande viale che circonda, ad anello allungato, la collina a nord. Concentrico ad esso vi è un altro viale pedonale collegato mediante vialetti contornati da siepi a labirinto alle varie piazzole ed aree nelle quali insistono grotticelle con giochi d'acqua e luoghi appartati con panchine.
Alla sommità della collina sita a sud è presente un Chiosco in ferro battuto, costruito nel 1879 in stile moresco, e chiamato "Chiostro dei Concerti" o "Chiostro della Musica", dato che vi si tenevano concerti di musica classica e quelli della banda musicale municipale fino al 1958. In seguito, per un altro decennio, i concerti venivano tenuti meno regolarmente, nel periodo estivo.
Alla sommità dell'altra collina, quella sita a nord e chiamata "Collina del Salvatore", vi era un caratteristico padiglione in legno pregiato di ciliegio, di forma circolare, costruito nel 1869 in stile Liberty, e chiamato impropriamente "Chiosco cinese", dato che era stato donato dell'imperatore della Cina, dentro al quale fu  ubicata una biblioteca. Il padiglione, deperitosi nel tempo, fu ricostruito nello stesso stile verso la fine degli anni ottanta ma fu distrutto completamente da un incendio (probabilmente doloso) nel 2001 e non è stato più ricostruito.
Un ampio piazzale dal terreno sabbioso al centro della giardino divide le due collinette, dove per un periodo in una parte di esso vi è stato anche un parco giochi: un tempo questo era il luogo nel quale sostavano le carrozze dei visitatori. Sul lato ovest una scalinata a tenaglia raggiunge la quota ove si stende il Viale degli uomini illustri; alla sommità di essa è posto un orologio solare dodecaedrico che faceva parte dell'antico "Labirinto" del Principe di Biscari, opera del geologo e astronomo tedesco Wolfgang Sartorius.
Lungo i viali secondari sono poste statue, fontane, vasche, voliere e chioschi. Sul lato ovest, parallelo alla via Salvatore Tomaselli, si stende il "Viale degli Uomini illustri", che è fiancheggiato dai busti, posti su colonne, dei maggiori personaggi rappresentanti le glorie della città. Una caratteristica, oggi perduta, erano le numerose grotte in pietra lavica al cui interno erano ricavate delle fontane con giochi d'acqua, spesso con pesci rossi nella vasca.

### Flora

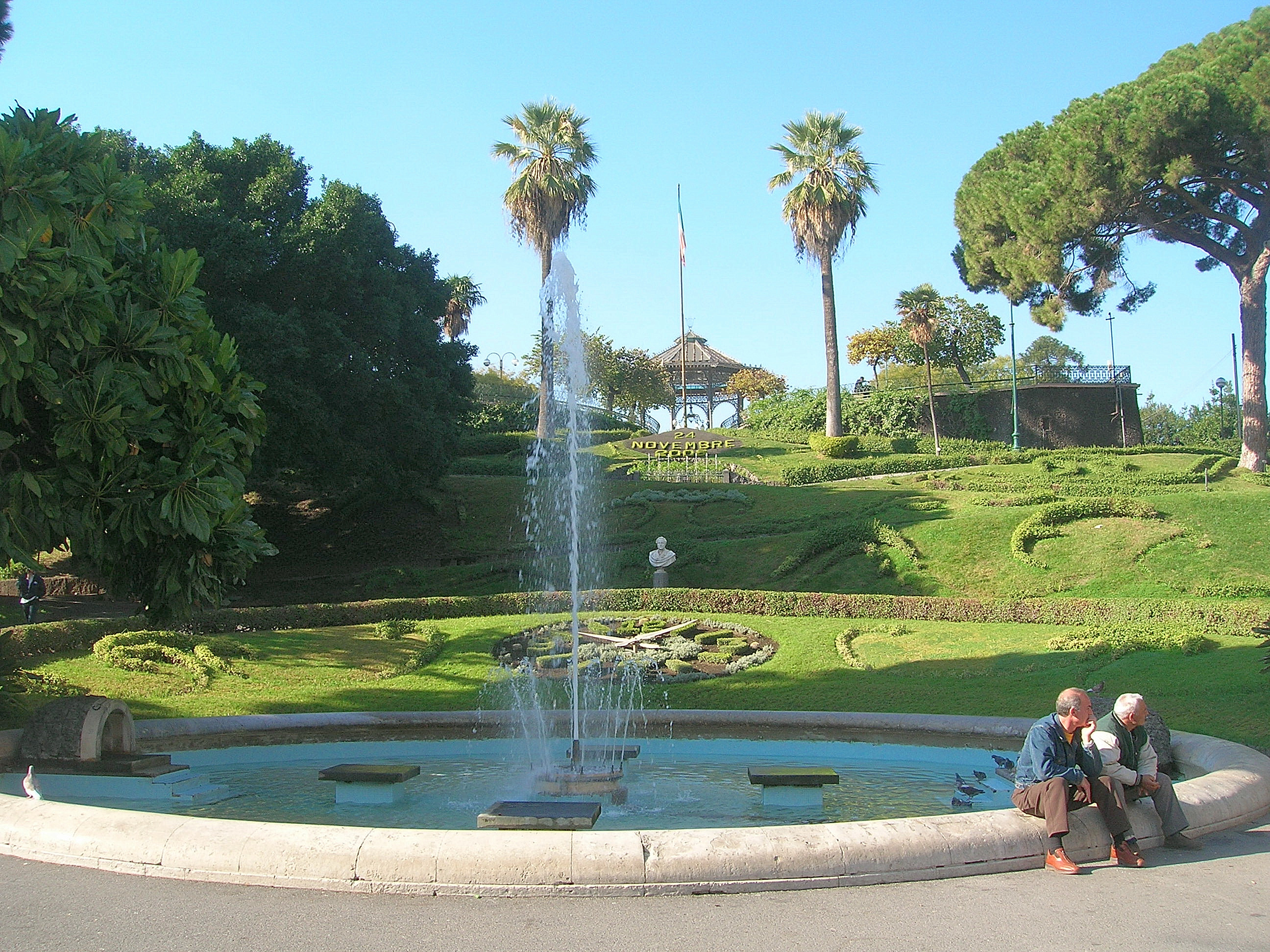
Vasca dei cigni, orologio floreale e calendario; in alto, sullo sfondo, la cassa armonica.

La flora del giardino è molto varia, costituita in maggior parte da specie di provenienza subtropicale che si sono acclimatate molto bene.
In quantità minore sono le specie mediterranee: Pinus halepensis, Pinus pinea, Cupressus sempervirens, Ulmus canescens, Quercus ilex e Viburnum tinus.
 
Dominante è la copertura arborea e arbustiva della forma fanerofitica che (all'atto del censimento) comprendeva 107 specie, appartenenti a 85 generi e 54 famiglie.

Numerosa la presenza delle palme delle specie Chamaerops humilis, Phoenix dactylifera, Phoenix canariensis, Phoenix reclinata, Livistona chinensis, Livistona australis, Washingtonia filifera, Washingtonia robusta, Erythea armata, Trachycarpus fortunei, Howea forsteriana, Howea belmoreana).
Consistente è la presenza di Araucaria heterophylla, Araucaria bidwillii, Araucaria columnaris, Araucaria cunninghamii e di Ficus magnolioides, Ficus microcarpa, Ficus elastica; numerosi sono gli esemplari di Sophora japonica, Cupressus sempervirens, Pinus pinea e i filari, lungo i viali, di Platanus hybrida e Schinus molle che costituiscono il decoro arboreo degli stessi.
Molte delle siepi sono realizzate con Ligustrum vulgare, Pittosporum tobira, Viburnum tinus e Cestrum parquii; le bordure decorative, i disegni e le rappresentazioni con Portulacaria afra, Buxus sempervirens, Leonotis leonurus, Bougainvillaea glabra. 
Presenti anche esemplari di Ailanthus altissima, Rhamnus alaternus, Pistacia lentiscus e Ulmus canescens.
Specie erbacee a fioritura vistosa Anthirrhinum majus, Matthiola incana, Salvia splendens, Viola wittrockiana, Tulipa riempiono le aiuole o decorano le strutture in maniera discontinua o casuale.
Residui della vegetazione iniziale del giardino sono due esemplari di Araucaria columnaris all'ingresso principale, numerosi esemplari di Washingtonia filifera, le Phoenix dactylifera alla base della collina nord, gli Schinus molle del Viale degli uomini illustri e i Platanus hybrida ai lati dei viali lato piazza Roma.

### Fauna
Un primo piccolo giardino zoologico fu realizzato sin dai primi tempi con voliere e volatili in libertà.
Intorno agli anni sessanta e per circa un decennio, il piccolo zoo venne arricchito di molte varietà di uccelli, anatre, oche e cigni nelle varie vasche del giardino e pavoni in libertà; inoltre rettili e serpenti in apposite gabbie e varietà di scimmie ed altri piccoli animali, in un apposito recinto; trovarono posto anche alcuni elefantini e un elefante indiano donato da un circo di passaggio, come simbolo della città di Catania.
Le difficoltà economiche e una certa dose di insensibilità tuttavia depauperarono lentamente il prezioso patrimonio zoologico che piano piano si ridusse a zero e ridussero quello botanico.

### Anni duemila: più parco che giardino
Lo splendore dell'antico giardino è offuscato dalla totale mancanza delle decorazioni floreali che ne costituivano l'attrazione e dall'assenza dei cigni di un tempo della grande vasca di ingresso, dalla mancanza dell'acqua nelle molte vasche e fontane decorative oltre ché delle anatre e dei pesci rossi che vi nuotavano; i cigni della grande vasca sono stati sostituiti da due sagome di gru mancanti di alcuna attinenza col passato, alcune siepi decorative e divisorie con steli di tondino di ferro ad imitazione di piante.
Una generale trascuratezza rende il vecchio giardino più simile ad un comune parco.

## Decorazioni monumentali e commemorative

### Viale degli "Uomini illustri"

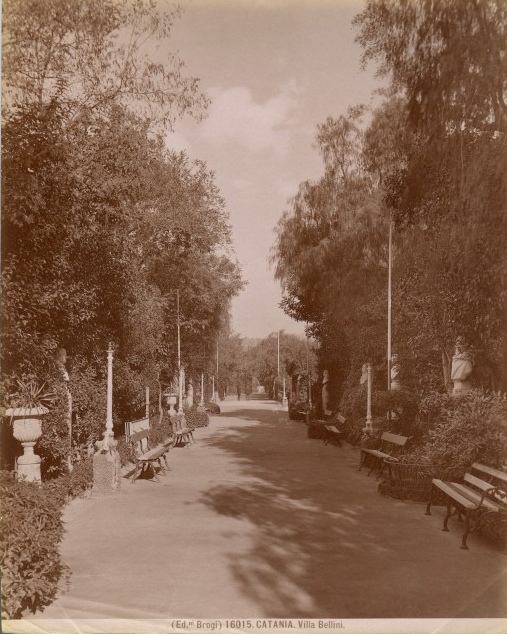
Il viale degli uomini illustri negli anni venti.

Il viale degli "Uomini illustri", posto ad ovest del giardino, fu inaugurato nel 1880 con i busti dei personaggi più famosi della storia italiana e catanese posti su colonne; già nel 1875 all'inizio del viale era stata posta la statua in bronzo di Giuseppe Mazzini. I lavori si conclusero nel 1883, lo stesso anno in cui venne aperto al pubblico il giardino. Nel corso degli ultimi decenni, a causa dell'incuria e della scarsa vigilanza, alcuni busti sono stati oggetto di vandalismi ed asportazioni furtive.
Dopo la riapertura del 23 settembre 2010 sono presenti:

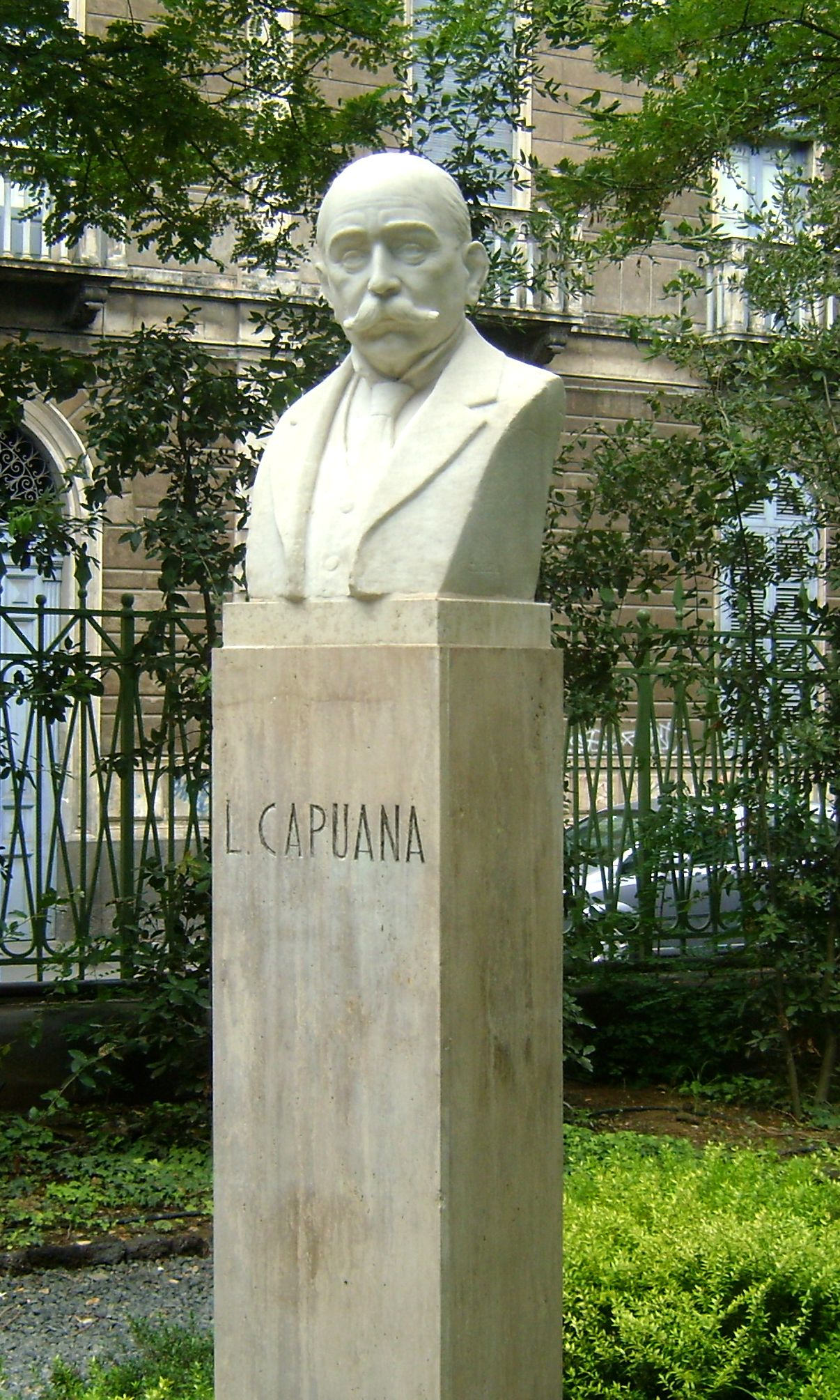
Luigi Capuana
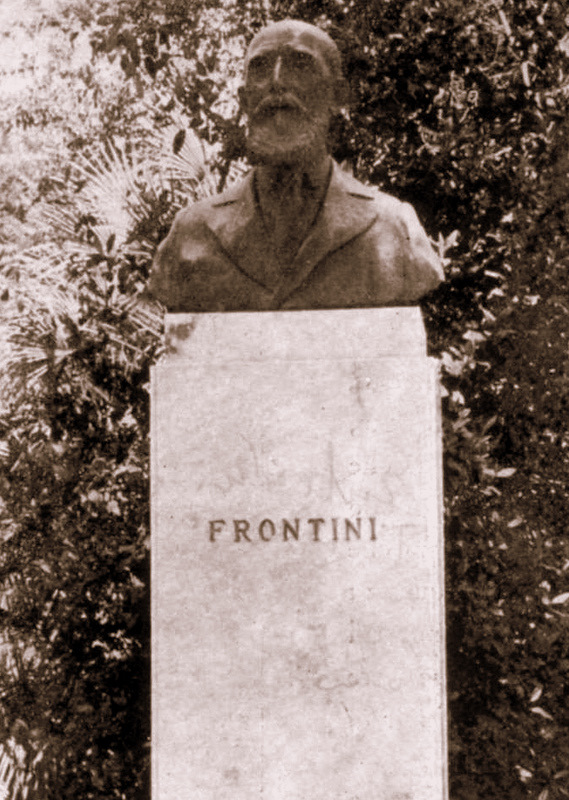
Busto di Francesco Paolo Frontini, opera di Mimì Maria Lazzaro, del 1957, trafugato negli anni ottanta.
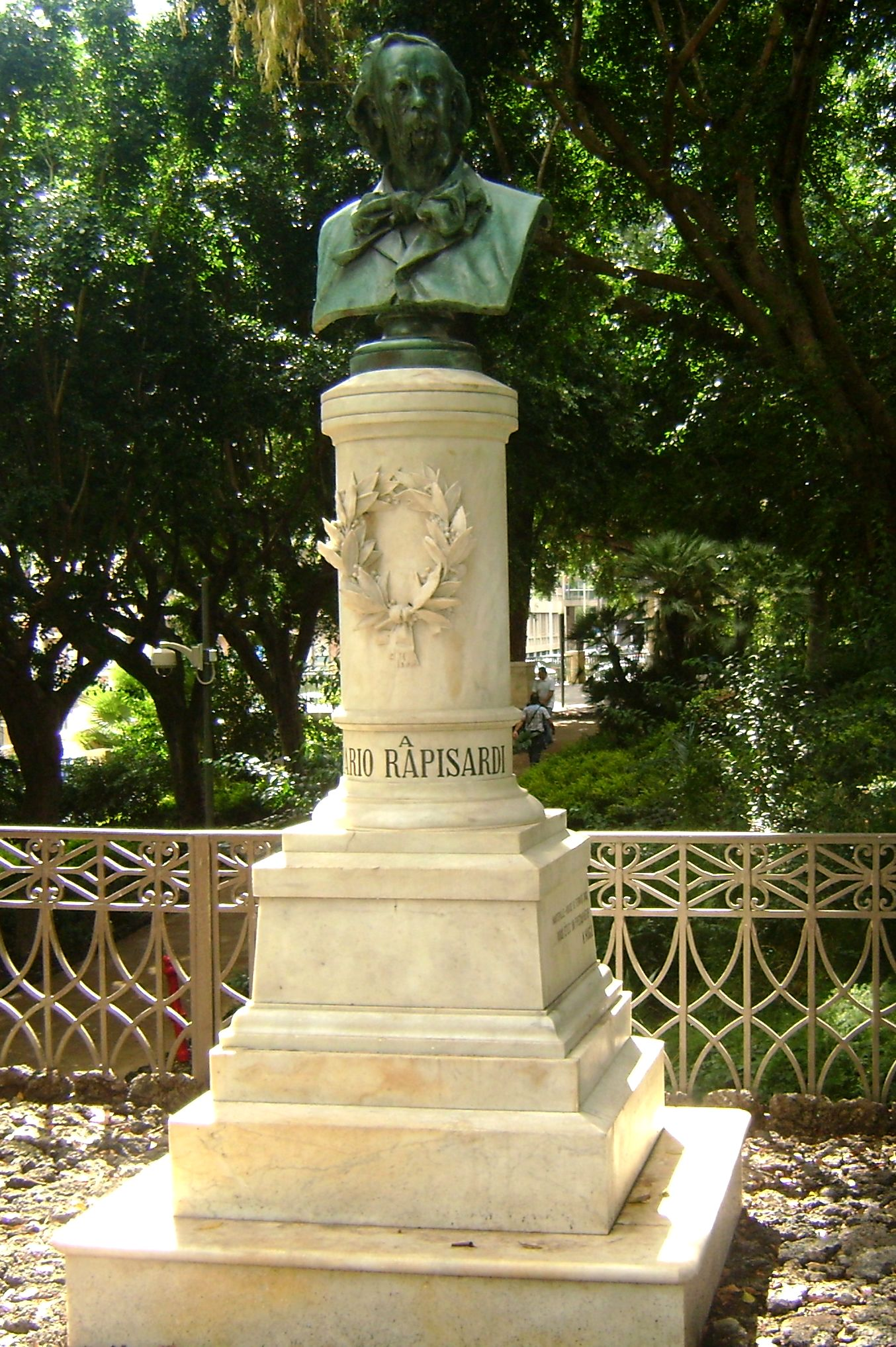
Mario Rapisardi
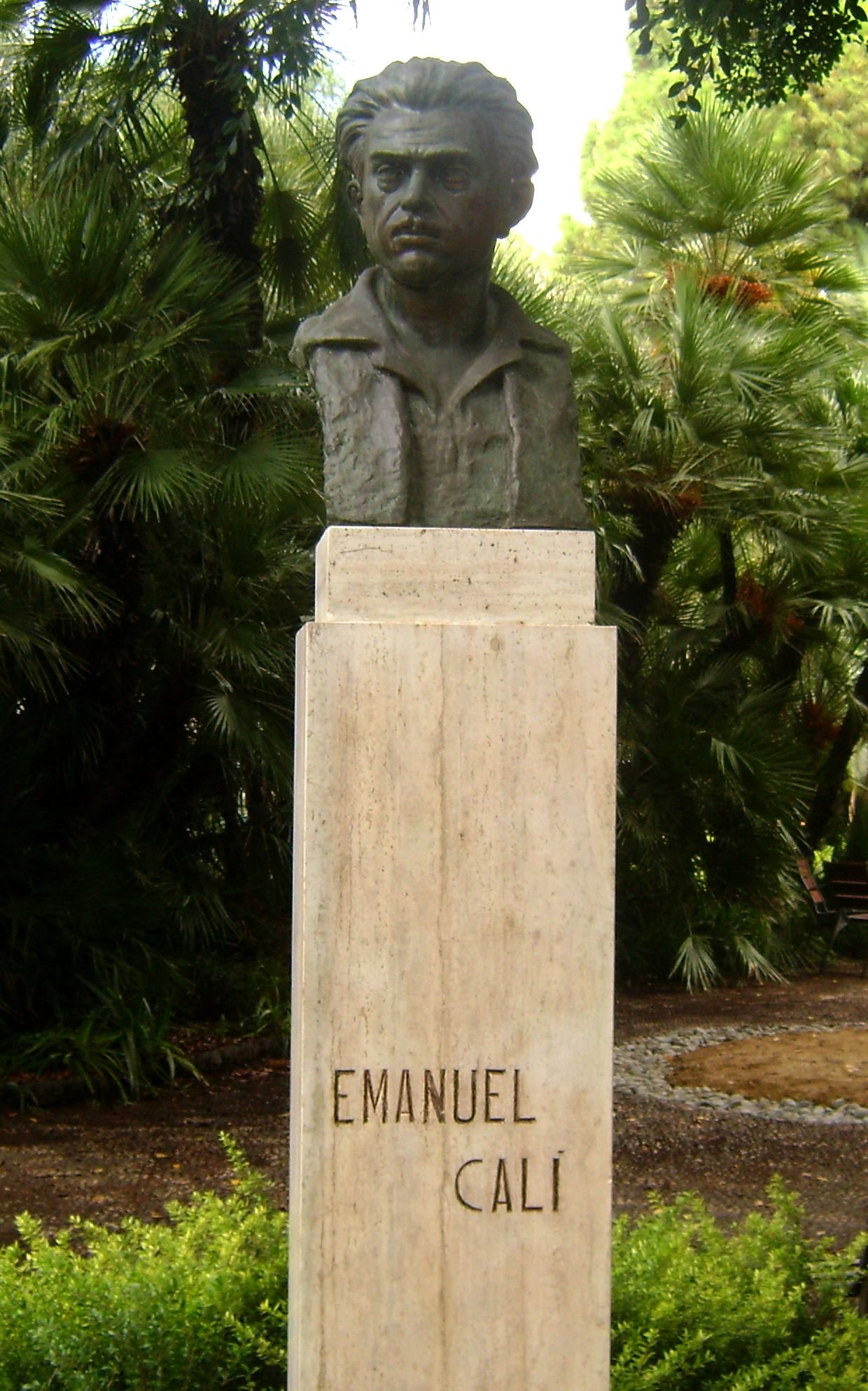
Gaetano Emanuel Calì
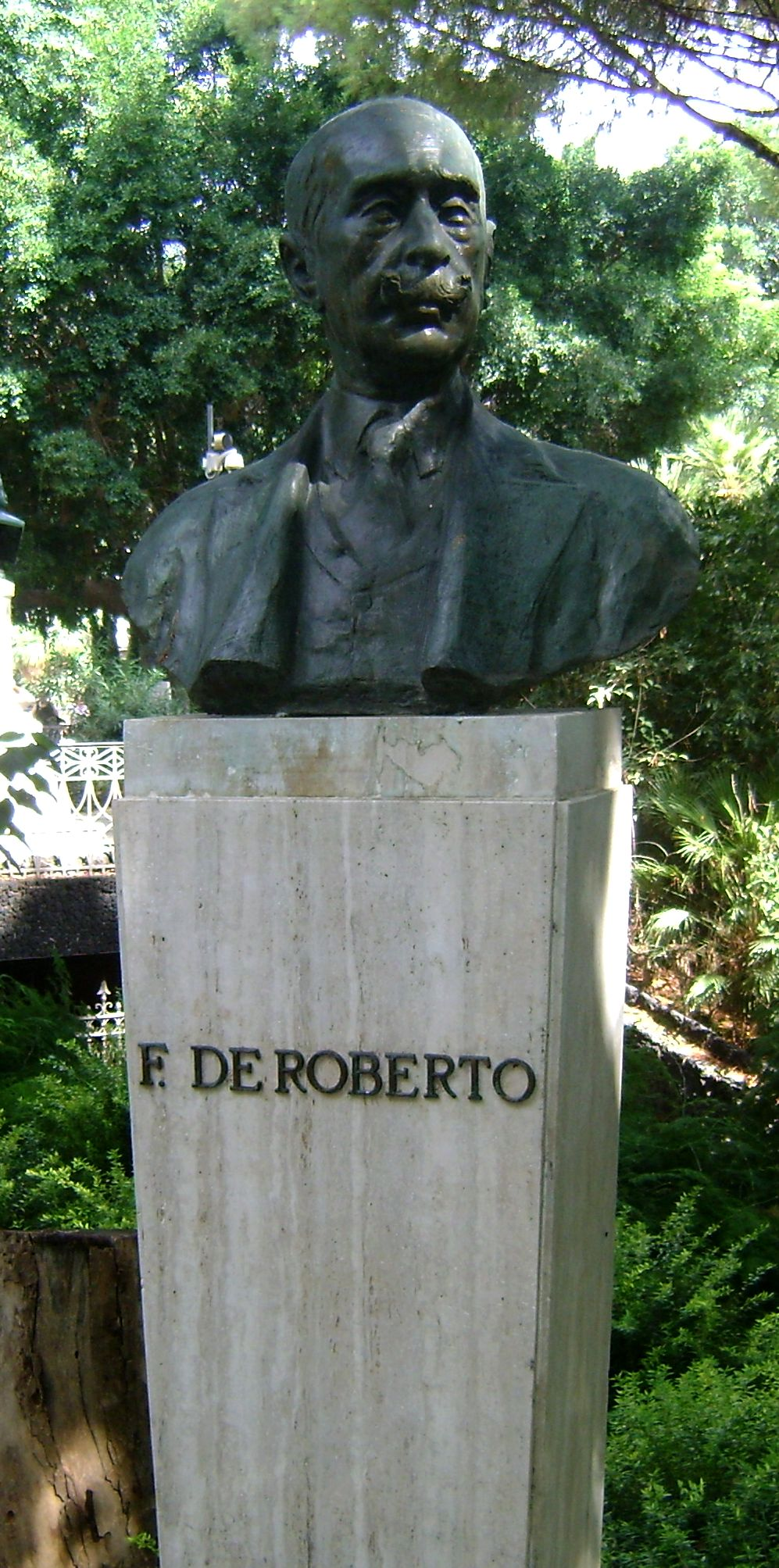
Federico De Roberto
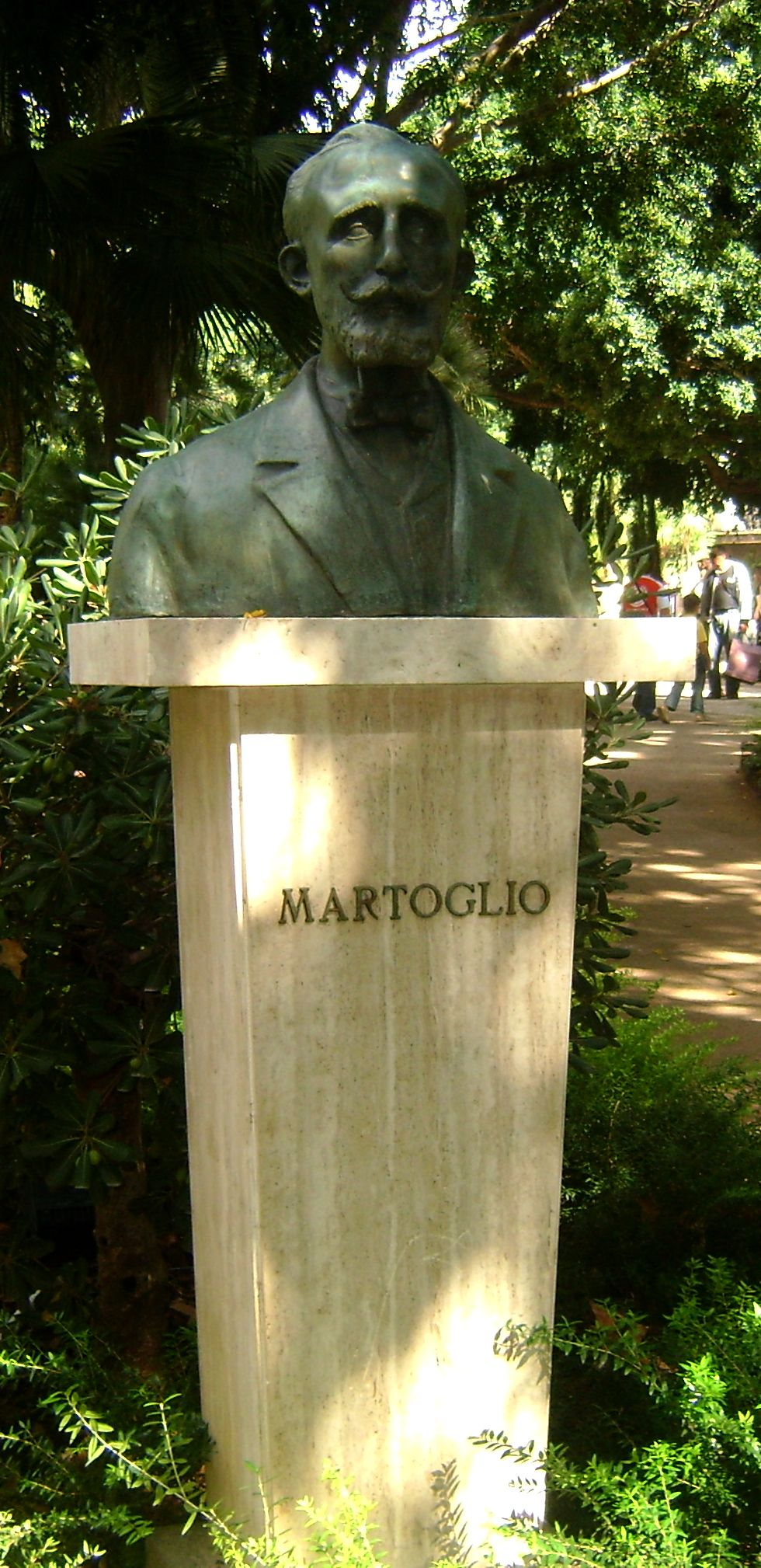
Nino Martoglio
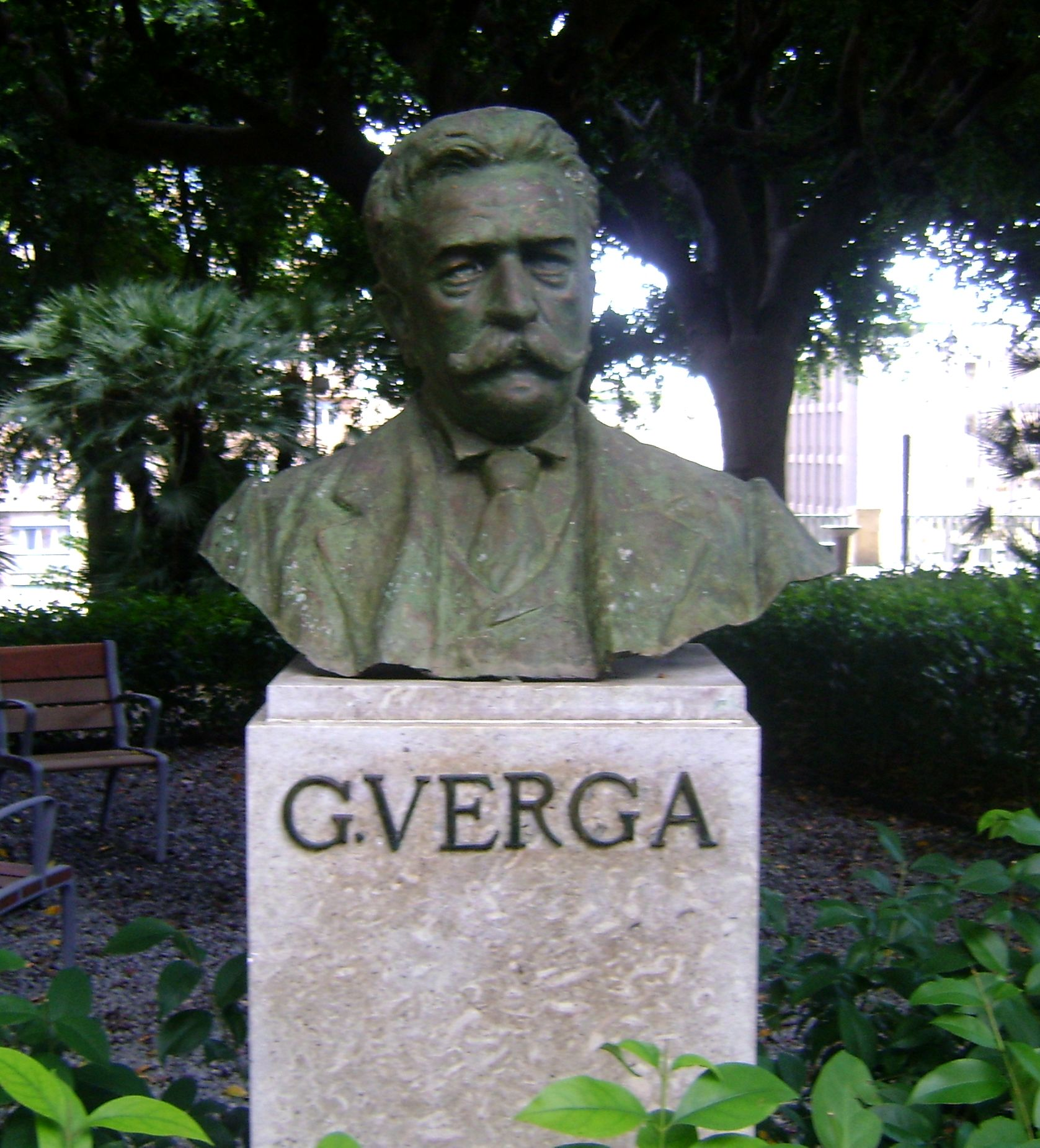
Giovanni Verga
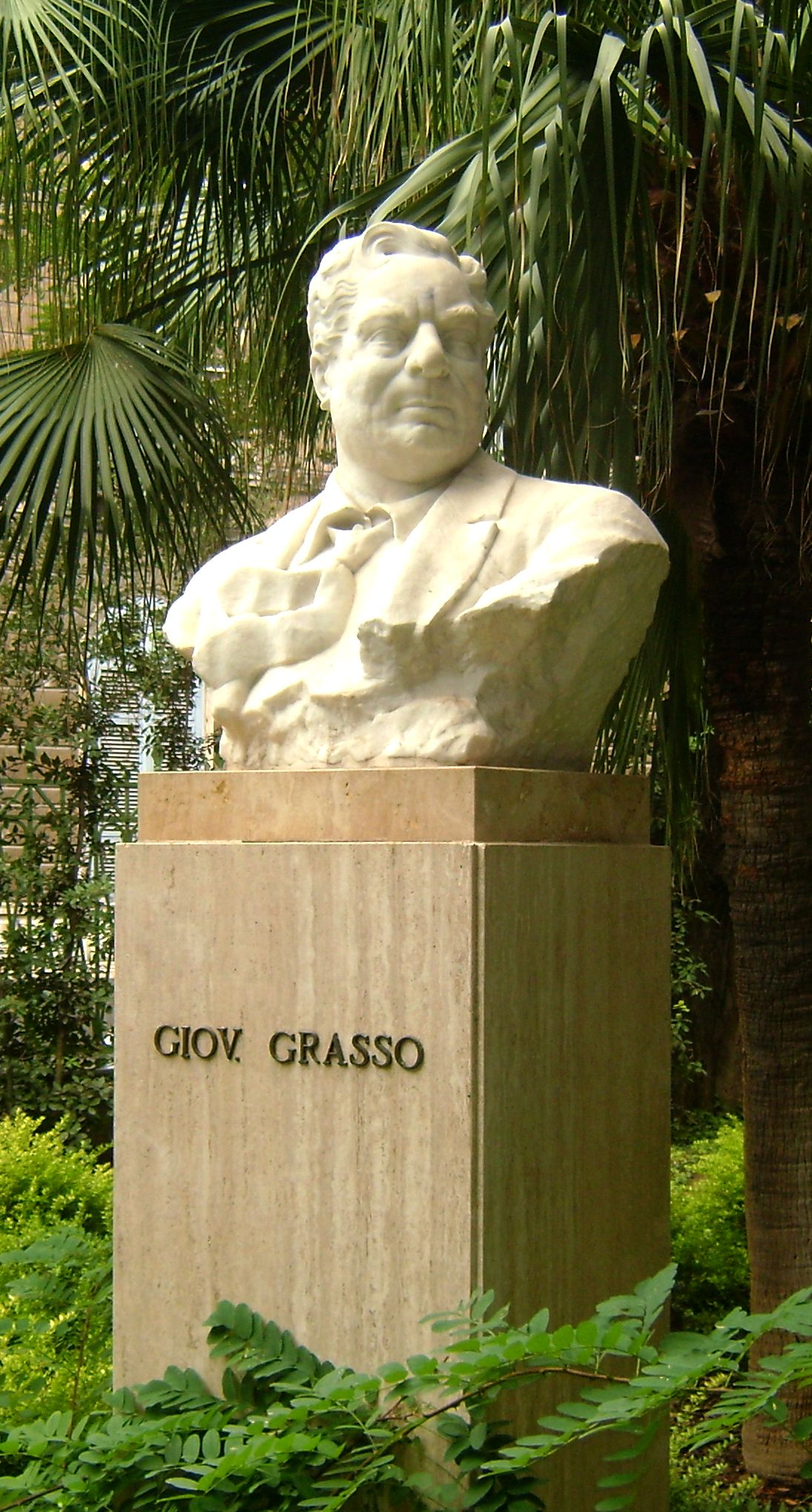
Giovanni Grasso
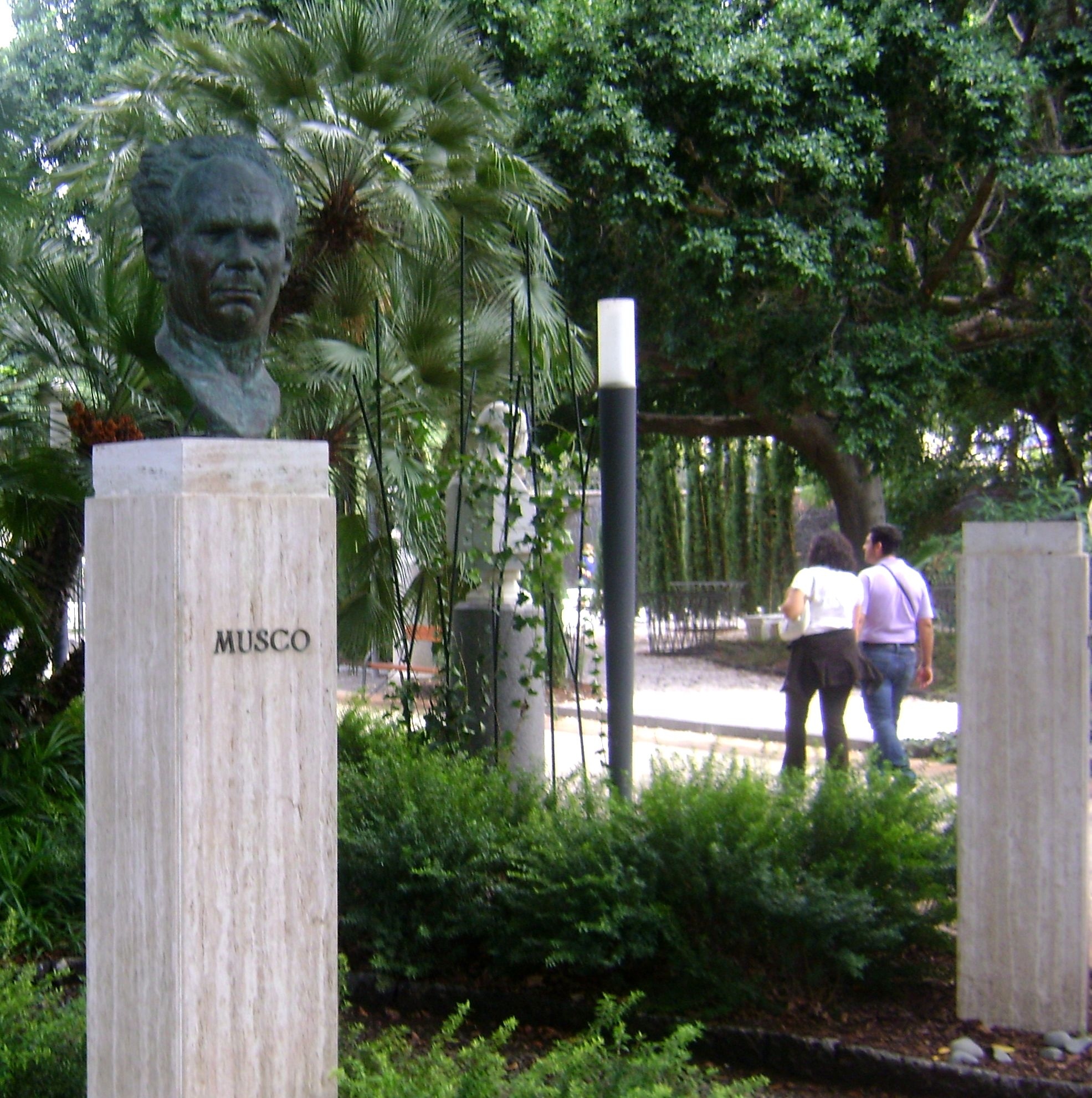
Angelo Musco
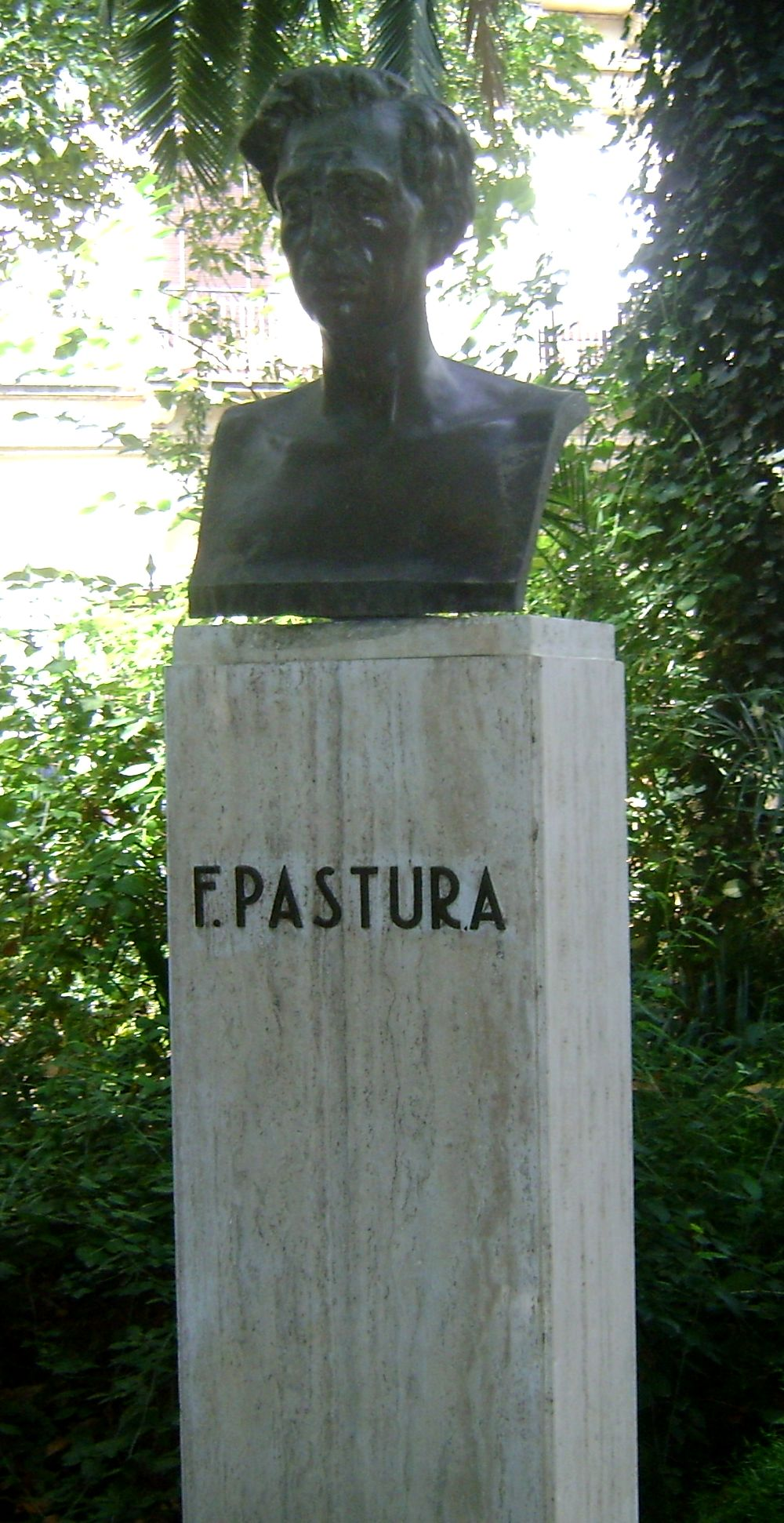
Francesco Pastura
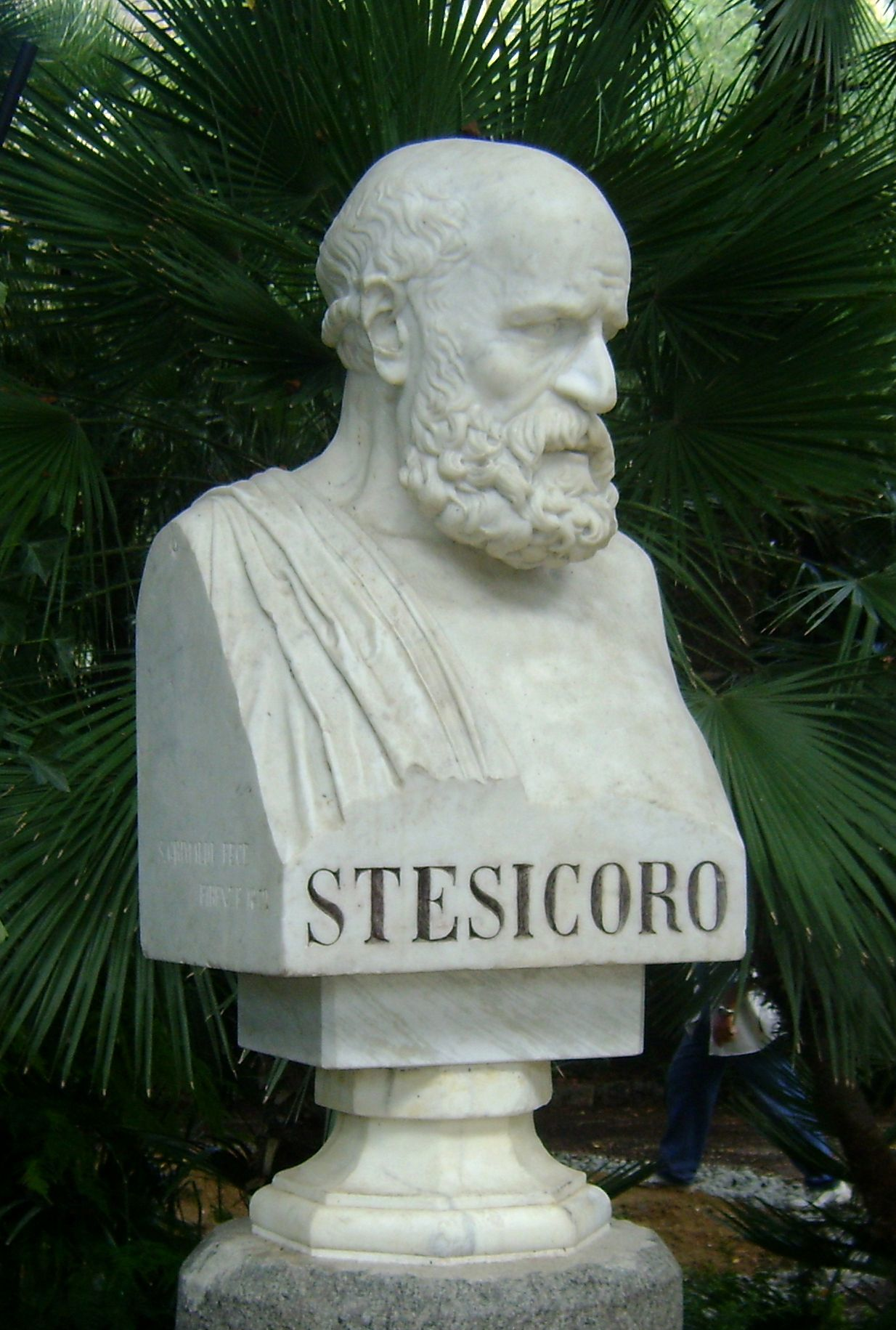
Stesicoro
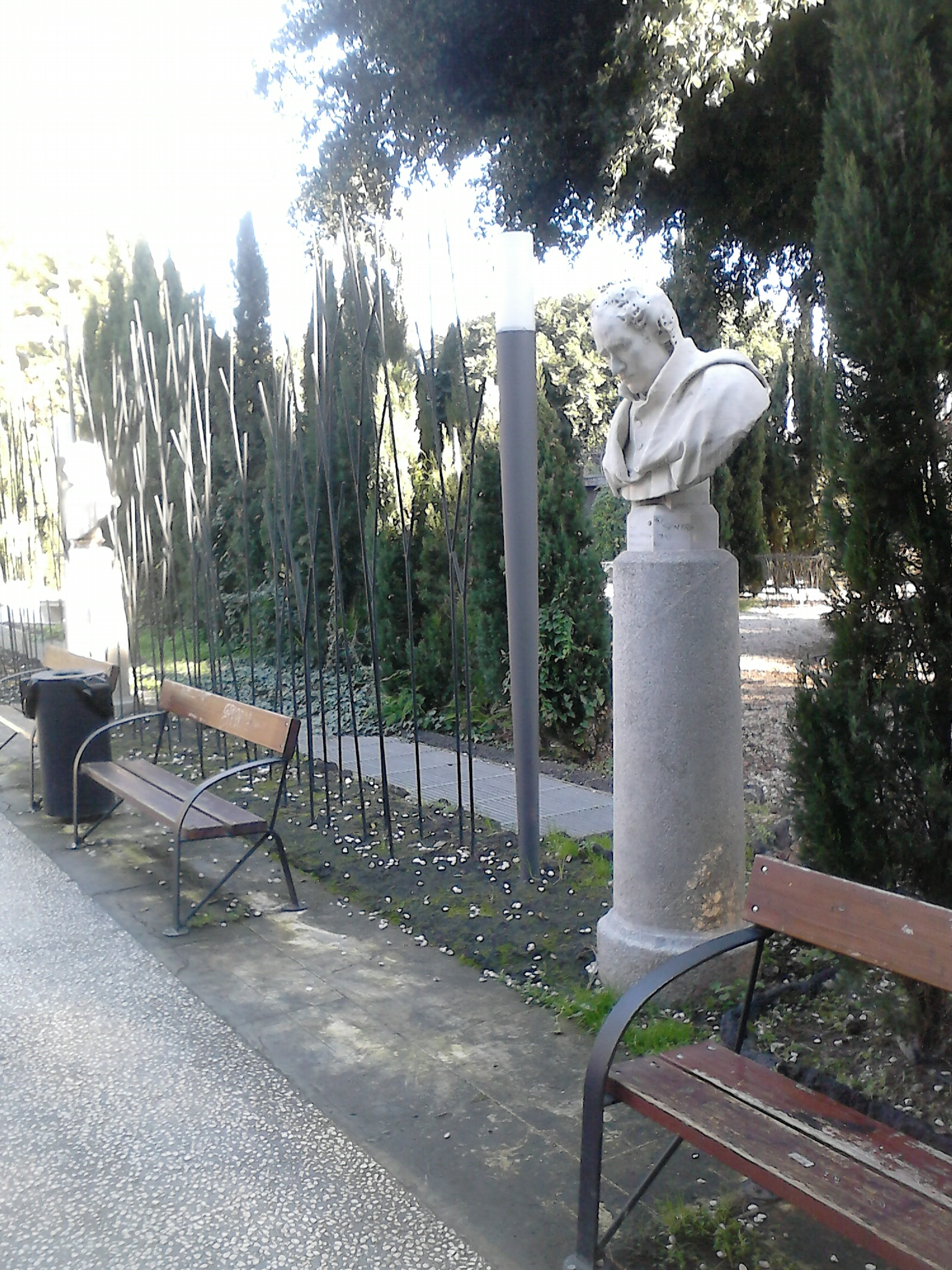
Antonio De Branca
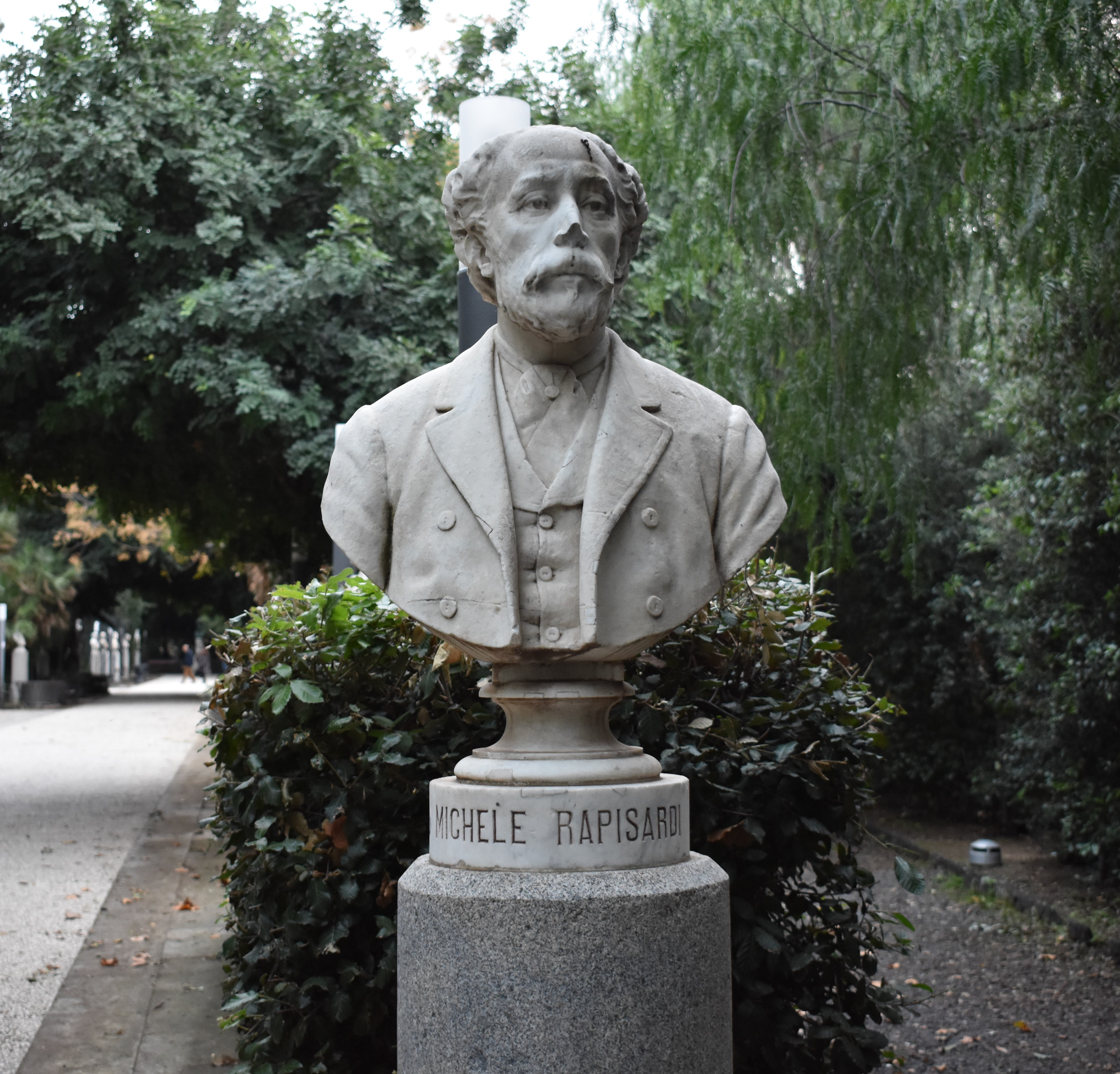
Michele Rapisardi

### Localizzazioni sparse di busti e statue di personalità illustri
Lungo i viali e negli spiazzi sono presenti molti altri monumenti e busti di personalità di spicco della società catanese e della storia d'Italia.

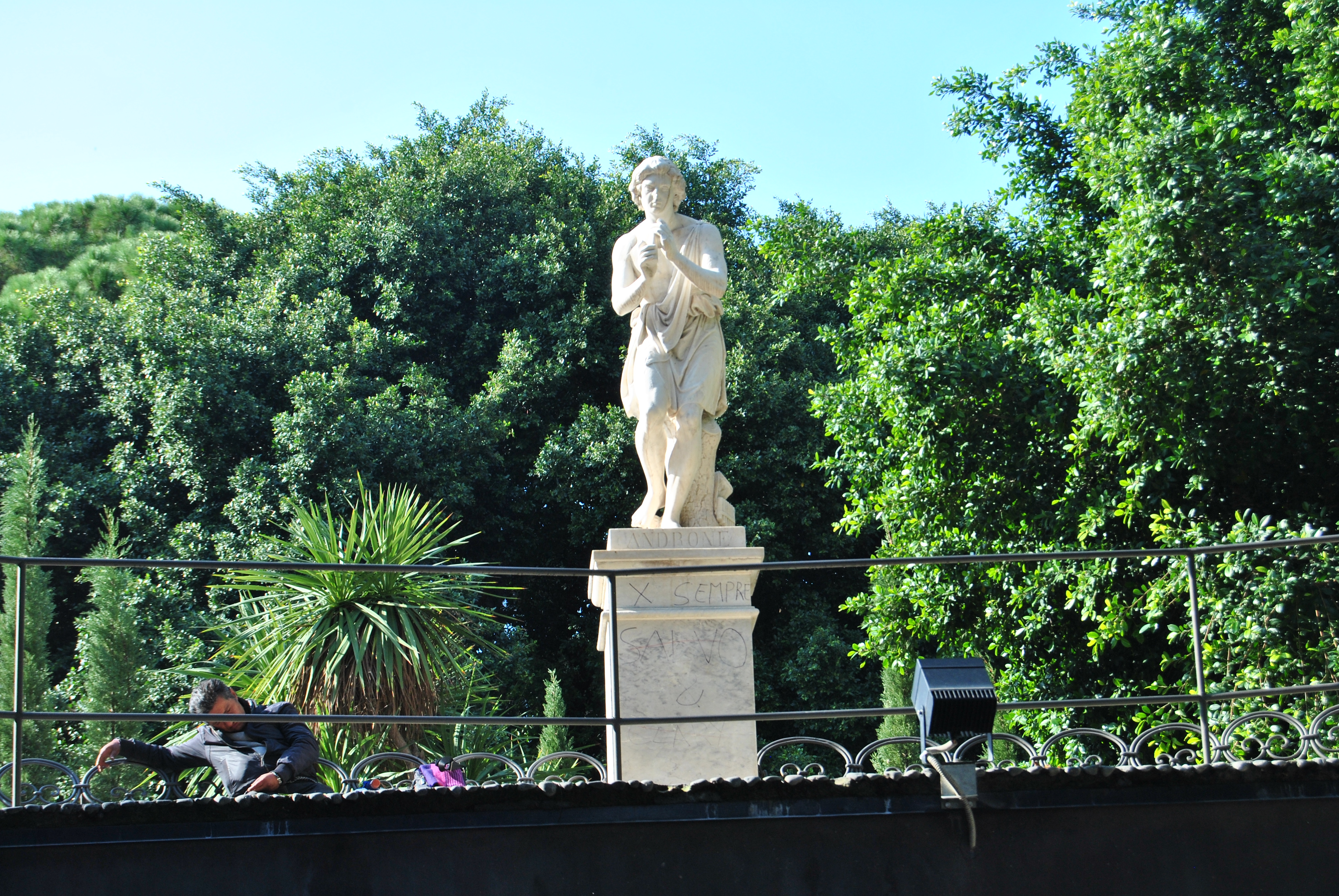
Il siceliota Androne, cittadino della Catania antica; situato sopra la scalinata d'ingresso nella parte sud-est del piazzale sopraelevato del Chiostro della Musica.
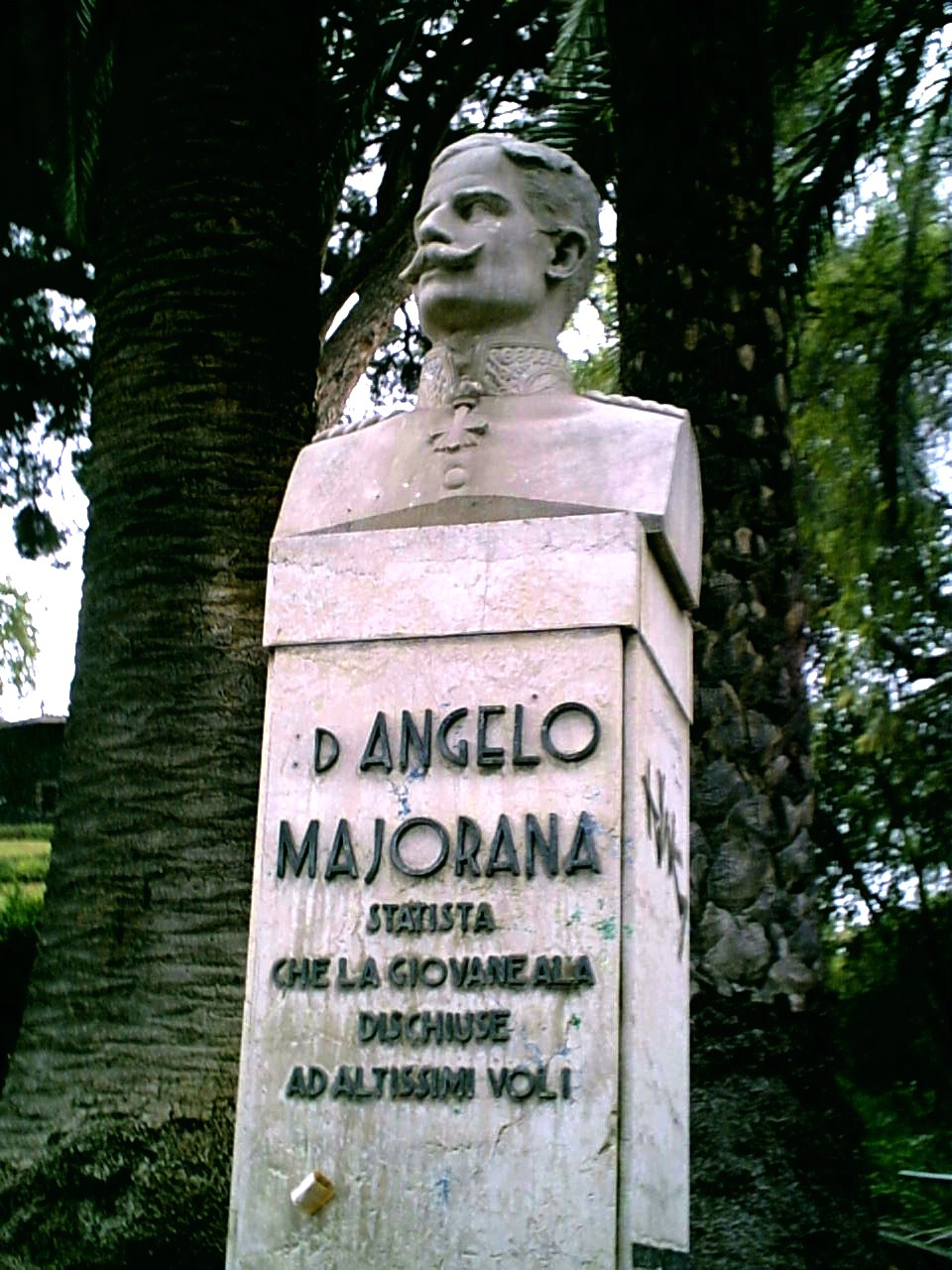
Busto di Angelo Majorana Calatabiano; piazzale di ingresso principale, inizio viale lato nord.
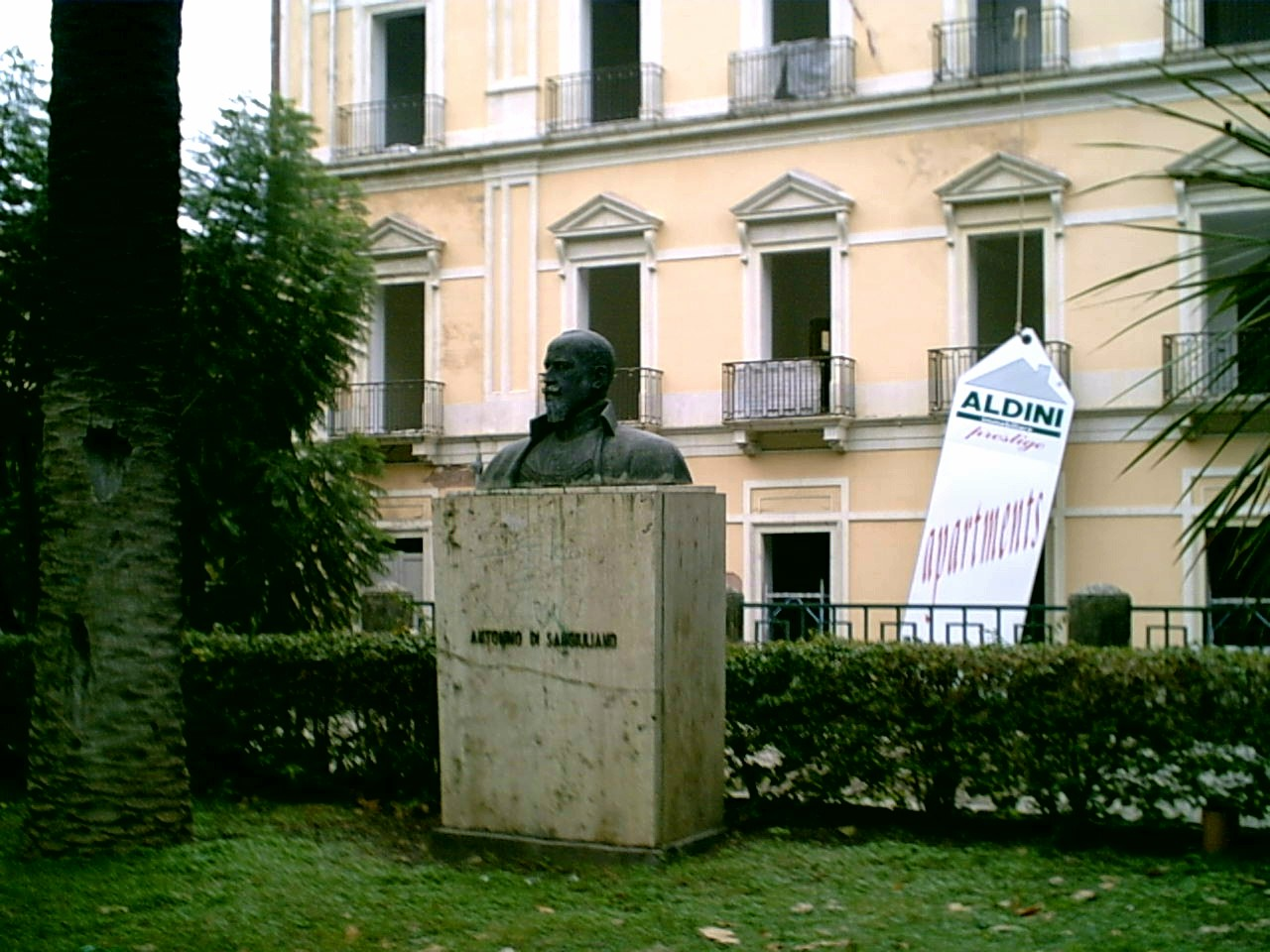
Antonino di Sangiuliano; piazzale di ingresso principale, lato via Sant'Euplio.
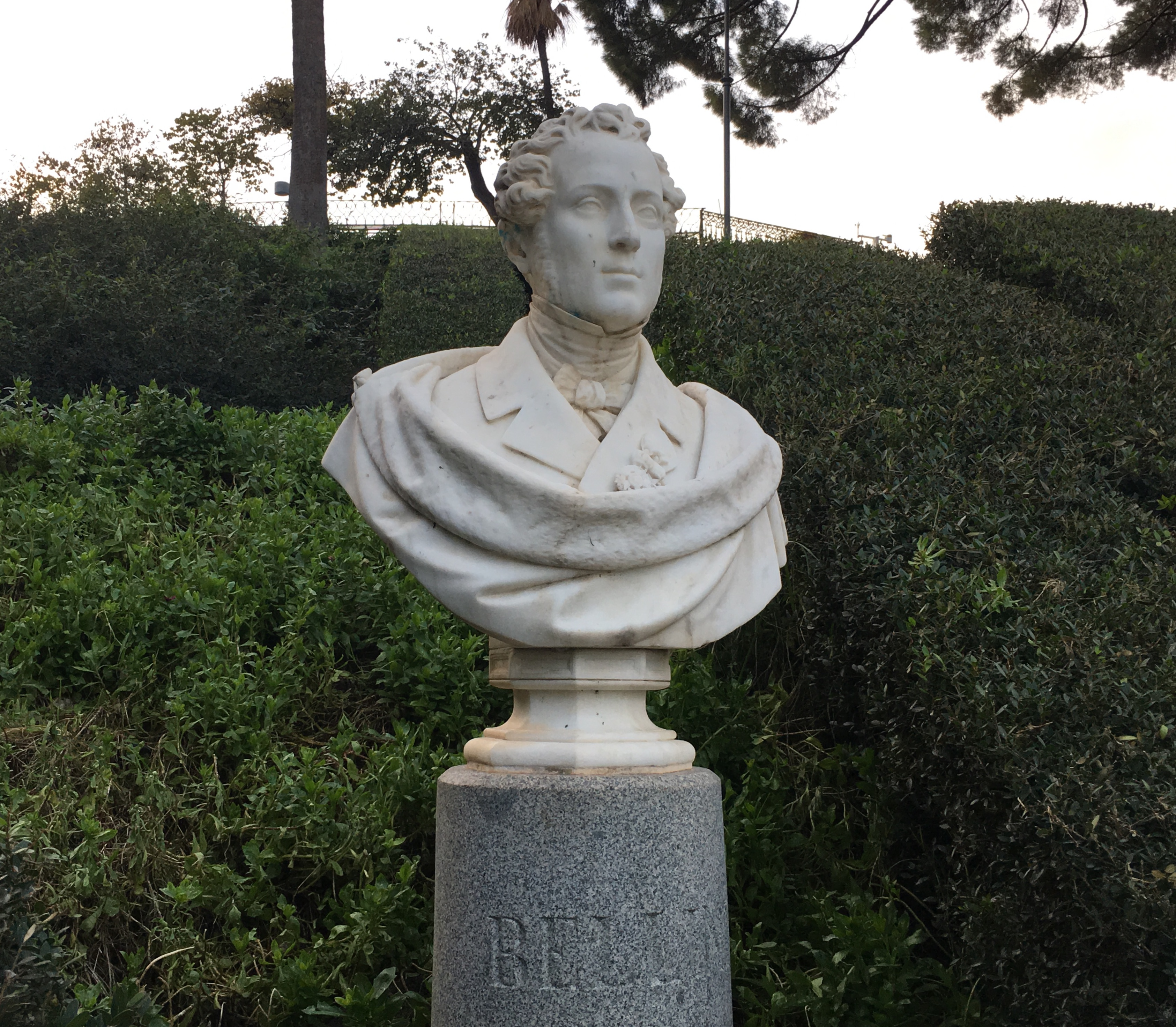
Busto di Vincenzo Bellini situato sopra l'orologio floreale.

### Targhe
Il 9 febbraio 2024 è stata dedicata una targa commemorativa e un ulivo per il Giorno del ricordo dedicati alla figura di Giovanni Palatucci, ultimo questore della città di Fiume, medaglia d'oro al merito civile e Giusto tra le Nazioni.